# Giuseppe Garibaldi
Giuseppe Maria Garibaldi (tiếng Ý: [dʒuˈzɛppe ɡariˈbaldi] ⓘ;; 4 tháng 7 năm 1807 – 2 tháng 6 năm 1882) là một tướng quân, nhà yêu nước, nhà cách mạng và người theo chủ nghĩa cộng hòa người Ý. Ông đã góp phần thống nhất nước Ý và thành lập Vương quốc Ý. Ông được coi là một trong những "người cha của tổ quốc" Ý, cùng với Camillo Benso, Bá tước xứ Cavour, Victor Emmanuel II của Ý và Giuseppe Mazzini. Garibaldi còn được mệnh danh là "Anh hùng của hai thế giới" vì các hoạt động quân sự của ông ở Nam Mỹ và Châu Âu.
Garibaldi là tín đồ của Mazzini theo chủ nghĩa dân tộc Ý và ủng hộ chủ nghĩa dân tộc cộng hòa của phong trào Nước Ý trẻ. Ông trở thành người ủng hộ việc thống nhất nước Ý dưới một chính phủ cộng hòa dân chủ. Tuy nhiên, sau khi đoạn tuyệt với Mazzini, ông thực tế liên minh với nhà quân chủ Camillo Benso, Bá tước xứ Cavour và Vương quốc Sardinia trong cuộc đấu tranh giành độc lập, đặt lý tưởng cộng hòa của mình xuống dưới lý tưởng dân tộc chủ nghĩa của mình cho đến khi nước Ý được thống nhất. Sau khi tham gia cuộc nổi dậy ở Piedmont, ông bị kết án tử hình, nhưng đã trốn thoát và lên đường đến Nam Mỹ, nơi ông sống lưu vong trong 14 năm, thời gian đó ông tham gia một số cuộc chiến và học nghệ thuật chiến tranh du kích. Năm 1835, ông tham gia quân nổi dậy được gọi là Ragamuffins (farrapos), trong Chiến tranh Ragamuffin ở Brazil, và đứng ra thực hiện mục tiêu thành lập Cộng hòa Riograndense và sau đó là Cộng hòa Catarinense. Garibaldi cũng tham gia vào Nội chiến Uruguay, thành lập một lực lượng Ý được gọi là Áo đỏ, và vẫn được tôn vinh là người đóng góp quan trọng vào công cuộc tái thiết của Uruguay.
Năm 1848, Garibaldi trở lại Ý, chỉ huy và chiến đấu trong các chiến dịch quân sự dẫn đến thống nhất nước Ý. Chính phủ lâm thời của Milan đã phong ông làm tướng và Bộ trưởng Bộ Chiến tranh thăng ông làm Tướng quân của Cộng hòa La Mã vào năm 1849. Khi chiến tranh giành độc lập nổ ra vào tháng 4 năm 1859, ông đã lãnh đạo Đội quân thợ săn Alps của mình đánh chiếm các thành phố lớn ở Lombardy, bao gồm Varese và Como, và tiến tới biên giới Nam Tyrol; chiến tranh kết thúc với việc chiếm được Lombardy. Năm sau, 1860, ông lãnh đạo cuộc Viễn chinh nghìn người thay mặt và được sự đồng ý của Victor Emmanuel II, Vua của Sardinia. Cuộc viễn chinh đã thành công và kết thúc với việc sáp nhập Vương quốc Hai Sicilie, Marche và Umbria vào Vương quốc Sardinia trước khi thành lập Vương quốc Ý thống nhất vào ngày 17 tháng 3 năm 1861. Chiến dịch quân sự cuối cùng của ông diễn ra trong Chiến tranh Pháp-Phổ với tư cách là chỉ huy của Quân đội Vosges.
Garibaldi trở thành một nhân vật quốc tế vì độc lập dân tộc và các lý tưởng cộng hòa, đồng thời được lịch sử và văn hóa đại chúng thế kỷ XX coi là anh hùng dân tộc vĩ đại nhất của Ý. Ông được nhiều trí thức và nhân vật chính trị đương thời ngưỡng mộ và khen ngợi, bao gồm Abraham Lincoln, William Brown, Francesco de Sanctis, Victor Hugo, Alexandre Dumas, Malwida von Meysenbug, George Sand, Charles Dickens, và Friedrich Engels.
Garibaldi cũng truyền cảm hứng cho những nhân vật sau này như Jawaharlal Nehru và Che Guevara. Nhà sử học A. J. P. Taylor gọi ông là "nhân vật hoàn toàn đáng ngưỡng mộ duy nhất trong lịch sử hiện đại". Trong câu chuyện phổ biến của mình, ông ấy gắn liền với những chiếc áo sơ mi đỏ mà các tình nguyện viên của ông, Garibaldini, mặc thay cho đồng phục.

## Thời niên thiếu

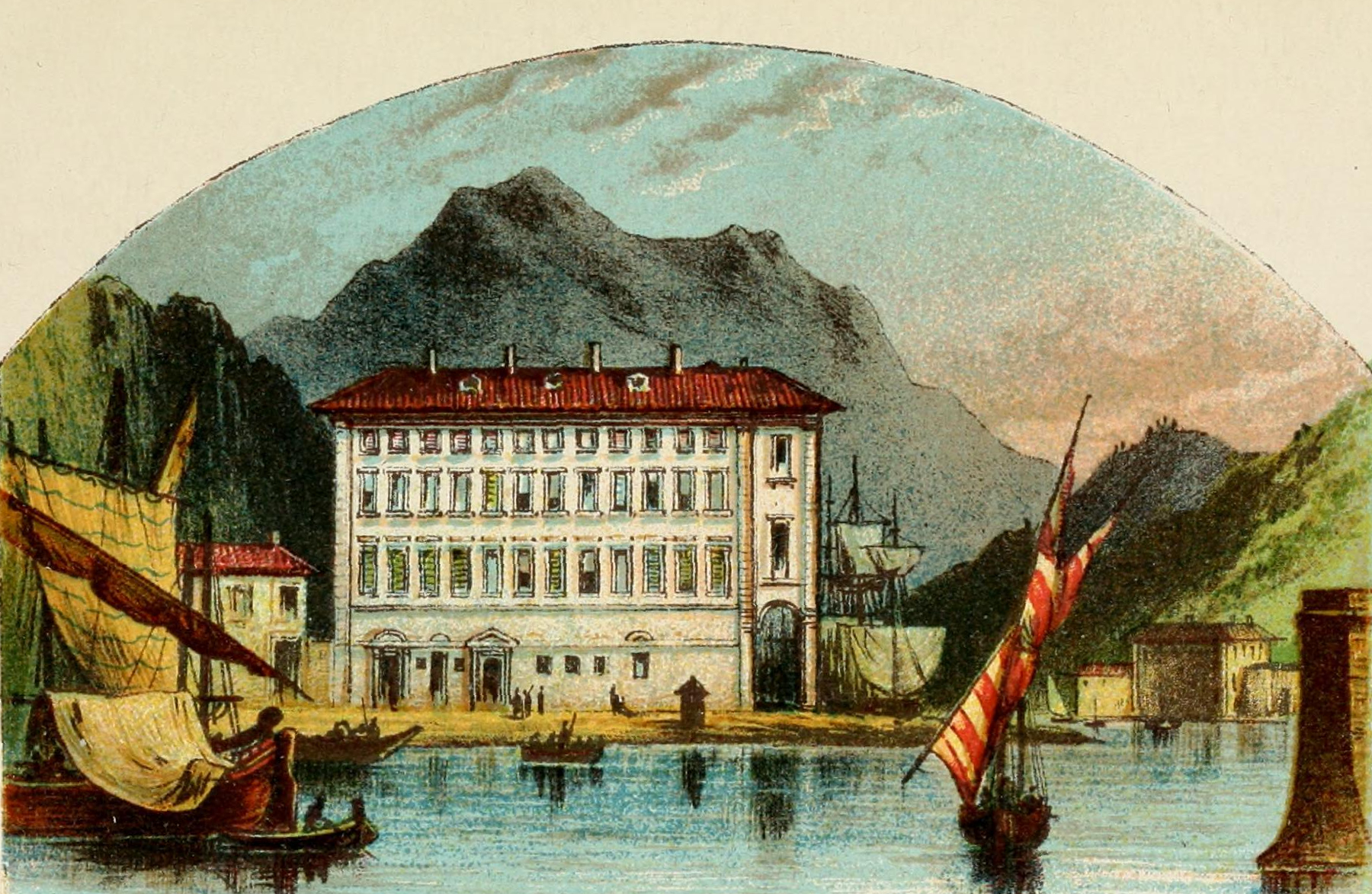
Ngôi nhà nơi Garibaldi được sinh ra

Garibaldi sinh ra và được đặt tên là Joseph-Marie Garibaldì vào ngày 4 tháng 7 năm 1807 tại Nice, nơi đã bị Đệ Nhất Cộng hòa Pháp chinh phục vào năm 1792, trong gia đình người Liguria, cha của ông là Domenico Garibaldi đến từ Chiavari và mẹ là Maria Rosa Nicoletta Raimondi đến từ Loano. Năm 1814, Đại hội Viên trả lại Nice cho Vua Victor Emmanuel I của Sardinia. (Nice sẽ được trả lại cho Pháp vào năm 1860 theo Hiệp ước Turin, trước sự phản đối của Garibaldi.)
Việc gia đình Garibaldi tham gia vào hoạt động buôn bán ven biển đã đưa ông đến với cuộc sống thuỷ thủ. Ông tham gia tích cực vào cộng đồng Người Ý Niçard và được chứng nhận vào năm 1832 với tư cách là thuyền trưởng hải quân thương gia.
Ông sống ở quận Pera của Constantinople, đô thành của Đế quốc Ottoman từ năm 1828 đến năm 1832. Ông trở thành giảng viên và dạy tiếng Ý, tiếng Pháp và toán.
Vào tháng 4 năm 1833, ông du hành đến Taganrog, thuộc Đế quốc Nga, trên chiếc thuyền buồm Clorinda với một chuyến hàng là cam. Trong 10 ngày ở cảng, ông đã gặp Giovanni Battista Cuneo đến từ Oneglia, một người nhập cư hoạt động chính trị và là thành viên của phong trào Nước Ý trẻ bí mật của Giuseppe Mazzini. Mazzini là người nhiệt tình ủng hộ việc thống nhất nước Ý thành một nước cộng hòa tự do thông qua cải cách chính trị và xã hội. Garibaldi gia nhập hội và tuyên thệ cống hiến hết mình cho cuộc đấu tranh giải phóng và thống nhất quê hương khỏi sự thống trị của Đế quốc Áo.
Vào tháng 11 năm 1833, Garibaldi gặp Mazzini ở Genoa, bắt đầu một mối quan hệ lâu dài nhưng sau đó trở nên rắc rối. Ông gia nhập hiệp hội cách mạng Carbonari, và vào tháng 2 năm 1834 tham gia vào một cuộc nổi dậy thất bại của người Mazzinian ở Piedmont. Một tòa án ở Genova đã kết án tử hình vắng mặt Garibaldi và ông đã bỏ trốn qua biên giới đến Marseille.

## Sự nghiệp cách mạng ở Nam Mỹ

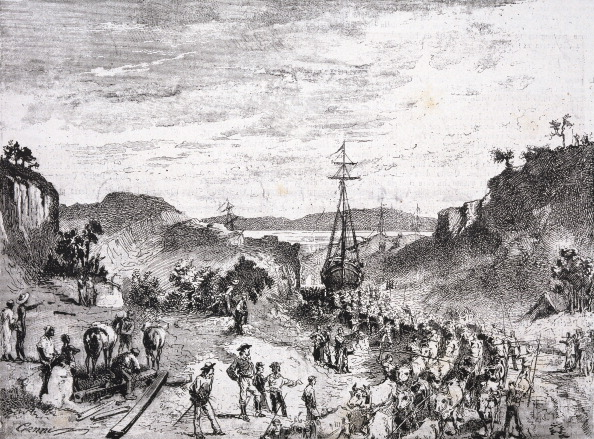
Garibaldi và người của ông đi thuyền từ Lagoa dos Patos đến hồ Tramandahy trong cuộc chiến ở Rio Grande do Sul

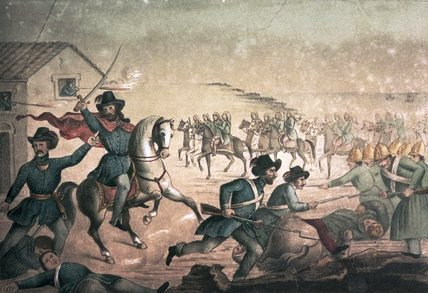
Garibaldi trong trận Sant'Antonio, 1846

Garibaldi lần đầu tiên đi thuyền đến Beylik của Tunis trước khi tìm đường đến Đế quốc Brasil. Khi ở đó, ông đứng ra bảo vệ chính nghĩa của Cộng hòa Riograndense trong nỗ lực tách khỏi Brasil, gia nhập quân nổi dậy được gọi là Ragamuffins trong Chiến tranh Ragamuffin năm 1835.
Trong cuộc chiến này, ông gặp Ana Maria de Jesus Ribeiro da Silva, thường được gọi là Anita. Khi quân nổi dậy tuyên bố Cộng hòa Catarinense ở tỉnh Santa Catarina của Brazil vào năm 1839, bà đã cùng ông lên con tàu Rio Pardo, và chiến đấu bên cạnh ông trong các trận chiến Imbituba và Laguna.
Năm 1841, Garibaldi và Anita chuyển đến Montevideo, Uruguay, nơi Garibaldi làm thương nhân và hiệu trưởng. Cặp đôi kết hôn ở Montevideo vào năm sau. Họ đã có 4 người con: Domenico Menotti (1840–1903), Rosa (1843–1845), Teresa Teresita (1845–1903), và Ricciotti (1847–1924). Là một nữ kỵ sĩ điêu luyện, Anita được cho là đã dạy cho Giuseppe về văn hóa gaucho của Argentina, miền nam Brazil và Uruguay. Vào khoảng thời gian này, ông ấy đã sử dụng trang phục đặc trưng của mình — áo sơ mi đỏ, áo poncho và mũ Sombrero thường được mặc bởi người gauchos.
Năm 1842, Garibaldi nắm quyền chỉ huy hạm đội Uruguay và thành lập Quân đoàn lính Ý — được gọi là quân Áo đỏ — cho Nội chiến Uruguay. Việc tuyển dụng này có thể thực hiện được vì Montevideo có dân số Ý đông đảo vào thời điểm đó: 4.205 trên tổng dân số 30.000 theo điều tra dân số năm 1843.
Garibaldi liên kết lực lượng của mình với Colorados của Uruguay do Fructuoso Rivera và Joaquín Suárez lãnh đạo, những người liên kết với Đảng Nhất thể Argentina. Phe này đã nhận được một số hỗ trợ từ người Pháp và người Anh trong cuộc đấu tranh chống lại lực lượng của cựu tổng thống Uruguay Manuel Oribe của Đảng Blancos, lực lượng cũng liên kết với Đảng Liên bang Argentina dưới sự cai trị của Buenos Aires caudillo Juan Manuel de Rosas. Quân đoàn Ý đã sử dụng lá cờ đen đại diện cho nước Ý trong tang lễ, với ngọn núi lửa ở trung tâm tượng trưng cho quyền lực đang ngủ yên trên quê hương của họ. Mặc dù các nguồn tin đương thời không đề cập đến áo đỏ, nhưng lịch sử phổ biến khẳng định rằng quân đoàn lần đầu tiên mặc chúng ở Uruguay, lấy chúng từ một nhà máy ở Montevideo vốn có ý định xuất khẩu chúng đến các lò mổ ở Argentina. Những chiếc áo này đã trở thành biểu tượng của Garibaldi và những người theo ông.
Từ năm 1842 đến 1848, Garibaldi bảo vệ Montevideo trước lực lượng do Oribe chỉ huy. Năm 1845, ông ta chiếm được Colonia del Sacramento và đảo Martín García, đồng thời lãnh đạo các cuộc cướp phá khét tiếng đảo Martín García và Gualeguaychú trong cuộc phong tỏa Río de la Plata của Anh-Pháp. Garibaldi thoát chết sau khi bị đánh bại trong trận chiến Costa Brava, diễn ra vào ngày 15 và 16 tháng 8 năm 1842, nhờ lòng thương xót của Đô đốc William Brown. Người Argentina muốn truy đuổi để kết liễu ông, đã bị chặn lại bởi Brown, người đã kêu lên "hãy để anh ta trốn thoát, gã đó là một người dũng cảm." Nhiều năm sau, cháu trai của Garibaldi sẽ được đặt tên là William, để vinh danh và nhớ ơn vị Đô đốc này. Áp dụng chiến thuật du kích đổ bộ, Garibaldi sau đó đã đạt được hai chiến thắng trong năm 1846, trong Trận Cerro và Trận San Antonio del Santo.

## Đến với Hội Tam điểm
Garibaldi gia nhập Hội Tam Điểm trong thời gian sống lưu vong, tận dụng quyền tị nạn mà các hội quán dành cho những người tị nạn chính trị từ các nước châu Âu. Ở tuổi 37, trong năm 1844, Garibaldi được thụ giáo tại L'Asil de la Vertud Lodge của Montevideo. Đây là một hội quán bất thường thuộc Hội Tam điểm Brazil không được các hội Tam điểm quốc tế chính công nhận, chẳng hạn như United Grand Lodge của Anh hay Grand Orient de France.
Mặc dù Garibaldi ít sử dụng các nghi lễ của Hội Tam Điểm, nhưng ông là một Hội viên Tam điểm tích cực và coi Hội Tam điểm như một mạng lưới đoàn kết những người đàn ông tiến bộ như anh em trong các quốc gia cũng như một cộng đồng toàn cầu. Garibaldi cuối cùng đã được bầu làm Grand Master của Grand Orient of Italy.
Garibaldi chính thức hóa vị trí của mình sau đó vào năm 1844, gia nhập Hội quán Les Amis de la Patrie của Montevideo thuộc Grand Orient of Pháp.

### Cuộc bầu cử Giáo hoàng Pius IX, 1846

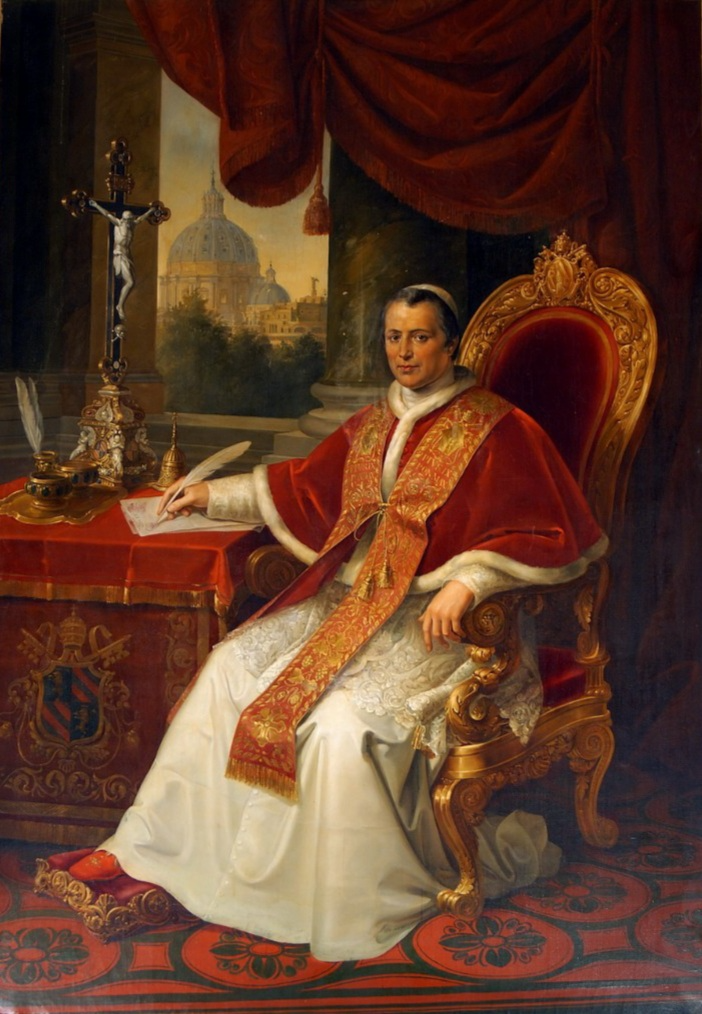
Tranh vẽ Giáo hoàng Pius IX, 1847

Số phận của quê hương tiếp tục khiến Garibaldi lo lắng. Việc bầu chọn Giáo hoàng Pius IX vào năm 1846 đã gây chấn động trong giới yêu nước Ý, cả ở trong nước lẫn những người sống lưu vong. Những cải cách ban đầu của Đức Piô dường như xác định ông là vị Giáo hoàng tự do được kêu gọi bởi Vincenzo Gioberti, người sau này lãnh đạo việc thống nhất nước Ý. Khi tin tức về những cải cách này truyền đến Montevideo, Garibaldi đã viết cho Giáo hoàng:
"Nếu đôi bàn tay đã quen chiến đấu này được Đức Thánh Cha chấp nhận, thì chúng tôi xin trân trọng hiến dâng chúng để phục vụ Đấng xứng đáng nhận được những điều tốt đẹp từ Giáo hội và tổ quốc. Thật sự chúng tôi và những người bạn đồng hành của chúng tôi mà chúng tôi đại diện sẽ rất vui mừng nếu chúng tôi được phép đổ máu để bảo vệ công cuộc cứu chuộc của Đức Piô IX."

Mazzini, sống lưu vong, cũng hoan nghênh những cải cách ban đầu của Đức Piô IX. Năm 1847, Garibaldi đề nghị làm sứ thần tòa thánh tại Rio de Janeiro, Bedini, phục vụ Quân đoàn Ý của ông để giải phóng bán đảo. Sau đó, tin tức về sự bùng nổ của cuộc Cách mạng Sicily năm 1848 và sự kích động cách mạng ở những nơi khác ở Ý, đã khuyến khích Garibaldi dẫn khoảng 60 thành viên trong quân đoàn của mình ở về quê hương.

## Trở về Ý

### Chiến tranh độc lập Ý lần thứ nhất

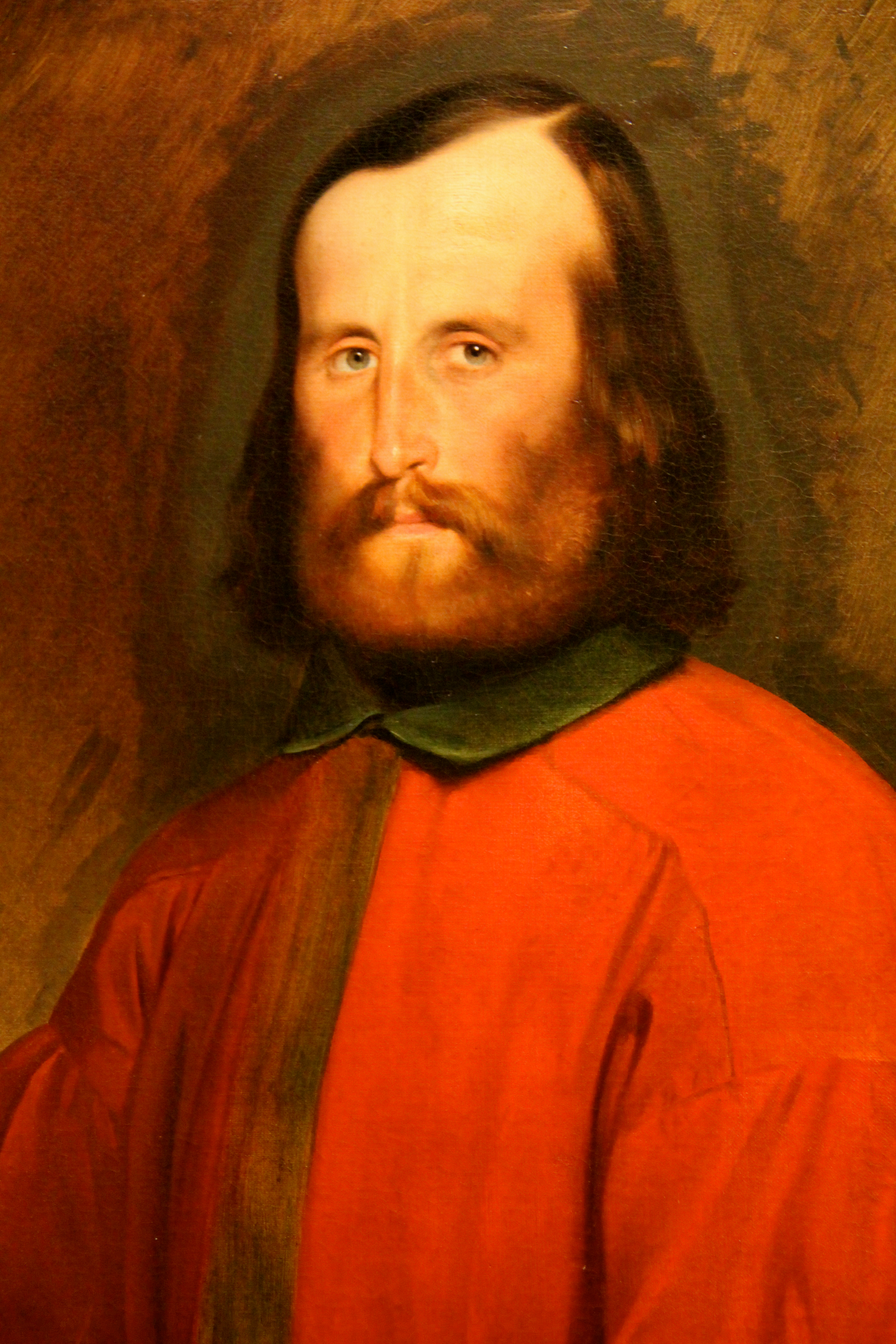
Chân dung Garibaldi năm 1848

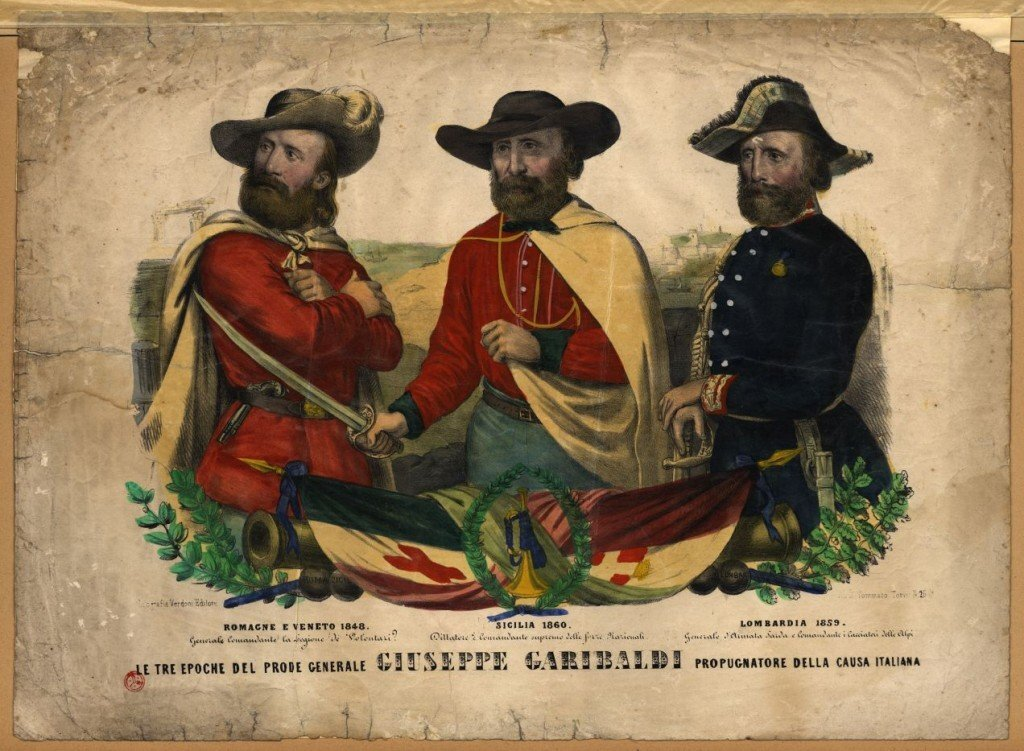
Bản in phổ biến cho thấy Garibaldi mặc đồng phục của các cuộc chiến tranh năm 1848, 1860 và 1859

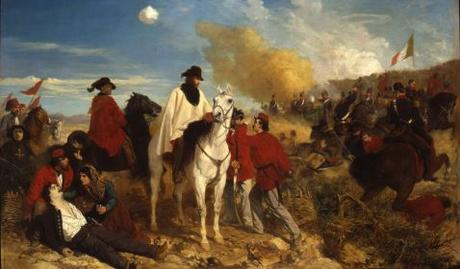
Garibaldi trong cuộc vây hãm thành Rome

Garibaldi trở về Bán đảo Ý trong bối cảnh hỗn loạn của cuộc cách mạng năm 1848 ở các nhà nước của Ý và là một trong những người sáng lập và lãnh đạo Đảng Hành động. Garibaldi đã đề nghị phục vụ Carlo Alberto I của Sardegna, người có một số khuynh hướng tự do, nhưng nhà vua trẻ này đã đối xử với Garibaldi một cách lạnh lùng và thiếu tin tưởng. Bị người Piedmont từ chối, ông và các đồng chí của mình đã tiến vào Lombardy, nơi họ đề nghị hỗ trợ cho chính phủ lâm thời Milan, nơi đã nổi dậy chống lại sự chiếm đóng của Đế quốc Áo. Trong Chiến tranh giành độc lập Ý lần thứ nhất không thành công sau đó, Garibaldi đã lãnh đạo quân đoàn của mình giành được hai chiến thắng nhỏ tại Luino và Morazzone.
Sau thất bại tan nát của người Piedmont trong Trận Novara vào ngày 23 tháng 3 năm 1849, Garibaldi chuyển đến Rome để ủng hộ Cộng hòa La Mã vừa được tuyên bố thành lập ở Lãnh địa Giáo hoàng. Tuy nhiên, một lực lượng Pháp do Tổng thống Louis Napoléon của Đệ Nhị Cộng hòa Pháp cử đến đã đe dọa lật đổ nó. Theo sự thúc giục của Mazzini, Garibaldi nắm quyền chỉ huy việc phòng thủ thành Rome. Trong trận giao tranh gần Velletri, Achille Cantoni đã cứu mạng ông. Sau cái chết của Cantoni, trong Trận Mentana, Garibaldi đã viết cuốn tiểu thuyết "Cantoni the Volunteer".
Vào ngày 30 tháng 4 năm 1849, quân đội Cộng hòa, dưới sự chỉ huy của Garibaldi, đã đánh bại quân đội Pháp vượt trội về số lượng tại cổng Porta San Pancrazio của Rome. Sau đó, quân tiếp viện của Pháp đến và Cuộc vây hãm Rome bắt đầu vào ngày 1 tháng 6. Bất chấp sự kháng cự của quân Cộng hòa, quân Pháp đã chiếm ưu thế vào ngày 29 tháng 6. Vào ngày 30 tháng 6, Quốc hội La Mã đã họp và tranh luận về ba lựa chọn: đầu hàng, tiếp tục chiến đấu trên đường phố hoặc rút lui khỏi Rome để tiếp tục kháng cự từ dãy núi Apennine. Garibaldi, sau khi bước vào căn phòng đầy máu, đã phát biểu ủng hộ lựa chọn thứ ba, kết thúc bằng câu: Ovunque noi saremo, sarà Roma. (Bất cứ nơi nào chúng ta sẽ đến, đó sẽ là Rome).
Các bên đàm phán về một hiệp định đình chiến vào ngày 1–2 tháng 7, Garibaldi rút khỏi Rome với 4.000 quân và từ bỏ tham vọng khơi dậy cuộc nổi dậy của quần chúng chống lại người Áo ở miền Trung Bán đảo Ý. Quân đội Pháp tiến vào Rome vào ngày 3 tháng 7 và tái lập quyền lực tạm thời của Tòa thánh. Garibaldi và lực lượng của ông, bị quân đội Áo, Pháp, Tây Ban Nha và Neapoli truy lùng, đã chạy trốn về phía Bắc, dự định đến Venice, nơi người Venice vẫn đang chống cự lại cuộc bao vây của người Áo. Sau một cuộc hành quân hoành tráng, Garibaldi tạm thời trú ẩn ở San Marino, chỉ có 250 người lính không rời bỏ ông. Anita, người đang mang đứa con thứ 5 của họ, đã chết gần Comacchio trong cuộc rút lui.

## Hành trình lưu vòng ở Bắc Mỹ và Thái Bình Dương

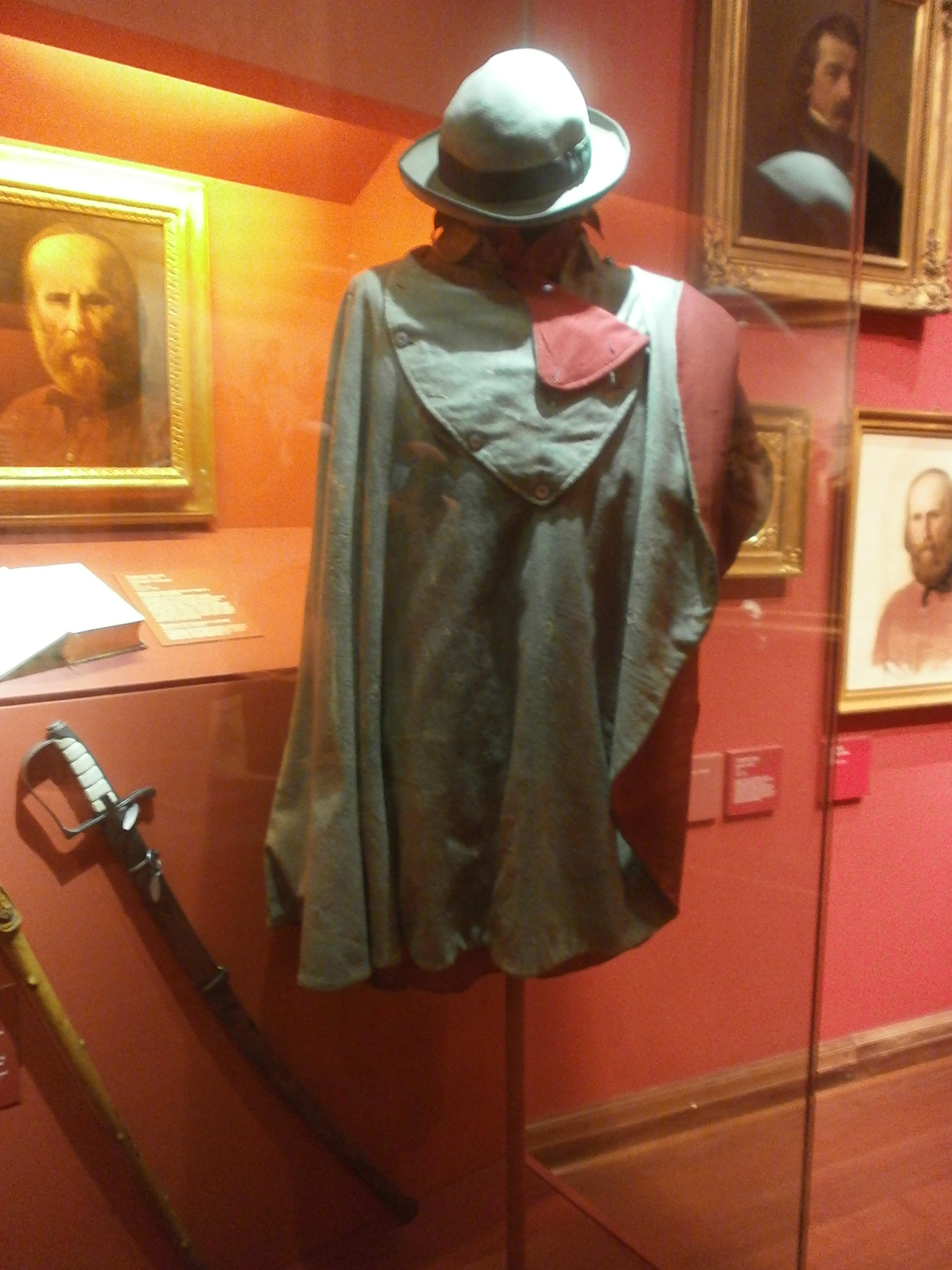
Áo poncho và áo đỏ của Garibaldi tại Bảo tàng Risorgimento, Milan

Garibaldi cuối cùng đã đến được Porto Venere, gần La Spezia, nhưng chính phủ Piedmont buộc ông phải lưu vong một lần nữa. Ông đến Tangier, nơi ông ở với Francesco Carpanetto, một thương gia giàu có người Ý. Carpanetto đề nghị ông và một số cộng sự của mình tài trợ cho việc mua một con tàu buôn mà Garibaldi sẽ chỉ huy. Garibaldi đồng ý, cảm thấy rằng các mục tiêu chính trị của ông hiện tại không thể đạt được và ít nhất ông cũng có thể kiếm sống.
Con tàu đã được mua ở Hoa Kỳ. Garibaldi đến Thành phố New York vào ngày 30 tháng 7 năm 1850. Tuy nhiên, do thiếu kinh phí để mua một con tàu. Khi ở New York, ông ở với nhiều người bạn Ý khác nhau, trong đó có một số nhà cách mạng lưu vong. Ông tham dự hội quán Tam điểm ở New York vào năm 1850, nơi ông gặp một số người ủng hộ chủ nghĩa quốc tế dân chủ, những người có tư tưởng cởi mở với tư tưởng xã hội chủ nghĩa và tạo cho Hội Tam Điểm một lập trường chống Giáo hoàng mạnh mẽ.
Nhà phát minh Antonio Meucci đã thuê Garibaldi làm nhà máy sản xuất nến của ông trên Đảo Staten (ngôi nhà nơi ông ở được liệt kê trong Sổ bộ Địa danh Lịch sử Quốc gia Hoa Kỳ và được bảo tồn làm Bảo tàng Garibaldi-Meucci). Garibaldi không hài lòng với điều này, và vào tháng 4 năm 1851, ông rời New York cùng với người bạn Carpanetto để đến Trung Mỹ, nơi Carpanetto đang thiết lập các hoạt động kinh doanh. Đầu tiên họ đến Nicaragua, sau đó đến các khu vực khác trong khu vực. Garibaldi đi cùng Carpanetto với tư cách là một người bạn đồng hành chứ không phải một đối tác kinh doanh và sử dụng cái tên Giuseppe Pane.
Carpanetto tiếp tục đến Thành phố Lima của Peru, nơi sắp xếp một chuyến chở hàng của ông, đến cuối năm 1851 cùng với Garibaldi. Trên đường đi, Garibaldi đã đến gặp nữ anh hùng cách mạng Manuela Sáenz. Tại Lima, Garibaldi thường được chào đón. Một thương gia người Ý địa phương, Pietro Denegri, đã giao cho ông quyền chỉ huy con tàu Carmen của mình để thực hiện chuyến hành trình buôn bán xuyên Thái Bình Dương, vì vậy ông yêu cầu phải có quốc tịch Peru và ông đã có được quốc tịch này vào năm đó. Garibaldi đưa tàu Carmen đến Quần đảo Chincha để chở phân chim. Sau đó vào ngày 10 tháng 1 năm 1852, ông khởi hành từ Peru đến Quảng Châu, Trung Quốc và đến nơi vào tháng 4.
Sau các chuyến đi phụ đến Hạ Môn và Manila, Garibaldi đưa tàu Carmen trở lại Peru qua Ấn Độ Dương và Nam Thái Bình Dương, đi qua bờ biển phía Nam Australia. Ông đến thăm đảo Three Hummock ở eo biển Bass. Garibaldi sau đó đưa tàu Carmen thực hiện chuyến hành trình thứ hai: đến Hoa Kỳ qua Cape Horn, thuyền chờ quặng đồng từ Chile và cả len. Garibaldi đến Boston và tiếp tục tới New York. Tại đây ông nhận được một lá thư thù địch từ Denegri và từ chức. Một người Ý khác, thuyền trưởng Figari, vừa đến Mỹ mua tàu và thuê Garibaldi đưa tàu đi châu Âu. Figari và Garibaldi mua tàu ở Baltimore, và Garibaldi rời New York lần cuối cùng vào tháng 11 năm 1853.[26] Ông đi thuyền tới London, rồi đến Newcastle upon Tyne để lấy than.

### Tyneside
Tàu đến Tyneside vào ngày 21 tháng 3 năm 1854. Garibaldi, vốn là một nhân vật nổi tiếng ở Tyneside, được những người đàn ông lao động địa phương chào đón nhiệt tình - mặc dù tờ Newcastle Courant đưa tin rằng ông đã từ chối lời mời dùng bữa với các chức sắc trong thành phố. Ông ở lại Huntingdon Place Tynemouth trong vài ngày, và ở South Shields trên Tyneside trong hơn một tháng, khởi hành vào cuối tháng 4 năm 1854. Trong thời gian ở đây, ông được tặng một thanh kiếm có khắc chữ, mà cháu trai ông là Giuseppe Garibaldi II mang theo sau đó và trở thành tình nguyện viên phục vụ Anh trong Chiến tranh Boer lần thứ hai. Sau đó ông lên đường tới Genoa, 5 năm lưu đày của ông kết thúc vào ngày 10 tháng 5 năm 1854.

## Chiến tranh độc lập Ý lần thứ hai
Garibaldi trở lại Ý vào năm 1854. Sử dụng tài sản thừa kế sau cái chết của anh trai mình, ông đã mua một nửa đảo Caprera của Ý (phía bắc Sardinia), cống hiến hết mình cho nông nghiệp. Năm 1859, Chiến tranh giành độc lập Ý lần thứ hai (còn gọi là Chiến tranh Pháp-Áo) nổ ra giữa những âm mưu nội bộ trong chính phủ Sardinia. Garibaldi được bổ nhiệm làm thiếu tướng và thành lập một đơn vị tình nguyện mang tên Thợ săn Alps (Cacciatori delle Alpi). Kể từ đó, Garibaldi từ bỏ lý tưởng cộng hòa của Mazzini về việc giải phóng Bán đảo Ý, cho rằng chỉ có chế độ quân chủ Sardinia mới có thể đạt được điều đó một cách hiệu quả. Ông và những người tình nguyện của mình đã giành được chiến thắng trước quân Áo tại Varese, Como và những nơi khác.
Garibaldi rất không hài lòng khi thành phố Nice quê hương ông (Nizza trong tiếng Ý) đã đầu hàng người Pháp để đổi lấy sự trợ giúp quân sự quan trọng. Vào tháng 4 năm 1860, với tư cách là phó của Nice trong Nghị viện Piedmont ở Turin, ông đã kịch liệt tấn công Camillo Benso, Bá tước xứ Cavour, vì đã nhượng Bá quốc Nice (Nizzardo) cho Hoàng đế Napoléon III của Pháp. Trong những năm tiếp theo, Garibaldi (cùng với những người Ý Nizzardo đầy nhiệt huyết khác) đã thúc đẩy Chủ nghĩa đòi lại nước Ý đối với thành phố quê hương của ông, ủng hộ cuộc bạo loạn Kinh Chiều Niçard năm 1871.

## Chiến dịch năm 1860

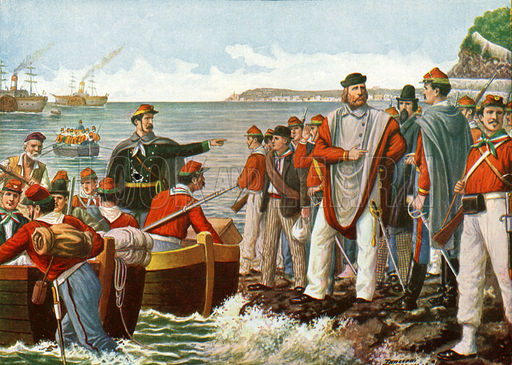
Garibaldi khởi hành trong Viễn chinh Nghìn người vào năm 1860

Vào ngày 24 tháng 1 năm 1860, Garibaldi kết hôn với Giuseppina Raimondi, 18 tuổi. Ngay sau lễ cưới, cô thông báo với ông rằng cô đang mang thai đứa con của người đàn ông khác và Garibaldi đã từ hôn với cô trong ngày hôm đó. Vào đầu tháng 4 năm 1860, các cuộc nổi dậy ở Messina và Palermo ở Vương quốc Hai Sicilie đã tạo cơ hội cho Garibaldi. Ông tập hợp một nhóm quân tình nguyện được gọi là i Mille (Một nghìn), hay Redshirts (Áo đỏ) như thường được biết đến, trên hai con tàu tên là Il Piemonte và Il Lombardo, và rời Quarto, ở Genoa, vào buổi tối ngày 5 tháng 5 và đổ bộ tại Marsala, ở điểm cực tây của Sicily, vào ngày 11 tháng 5.

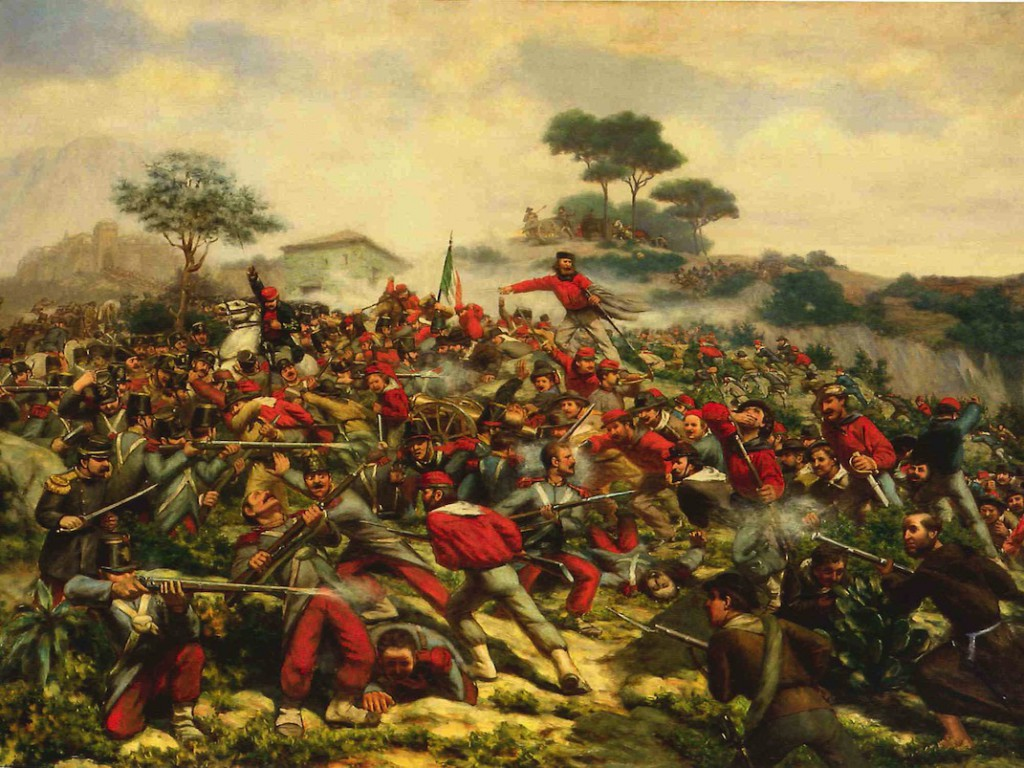
Trận Calatafimi

Tăng cường hàng ngũ quân đội của mình với các nhóm nổi dậy địa phương rải rác, Garibaldi đã lãnh đạo 800 lính nguyện viên giành chiến thắng lực lượng địch gồm 1.500 người trong Trận Calatafimi vào ngày 15 tháng 5. Ông đã sử dụng chiến thuật phản trực giác là tấn công bằng lưỡi lê lên dốc. Ông thấy ngọn đồi có bậc thang, và bậc thang sẽ che chở cho những người đang tiến lên. Mặc dù nhỏ so với các cuộc đụng độ sắp tới tại Palermo, Milazzo và Volturno, trận chiến này có ý nghĩa quyết định trong việc thiết lập quyền lực của Garibaldi trên đảo. Garibaldi đã nói với trung úy Nino Bixio của mình rằng, "Ở đây chúng ta hoặc tạo ra nước Ý, hoặc chúng ta chết." Trên thực tế, lực lượng Nepoli đã bị chỉ đạo kém và hầu hết các sĩ quan cấp cao của lực lượng này đã bị mua chuộc.

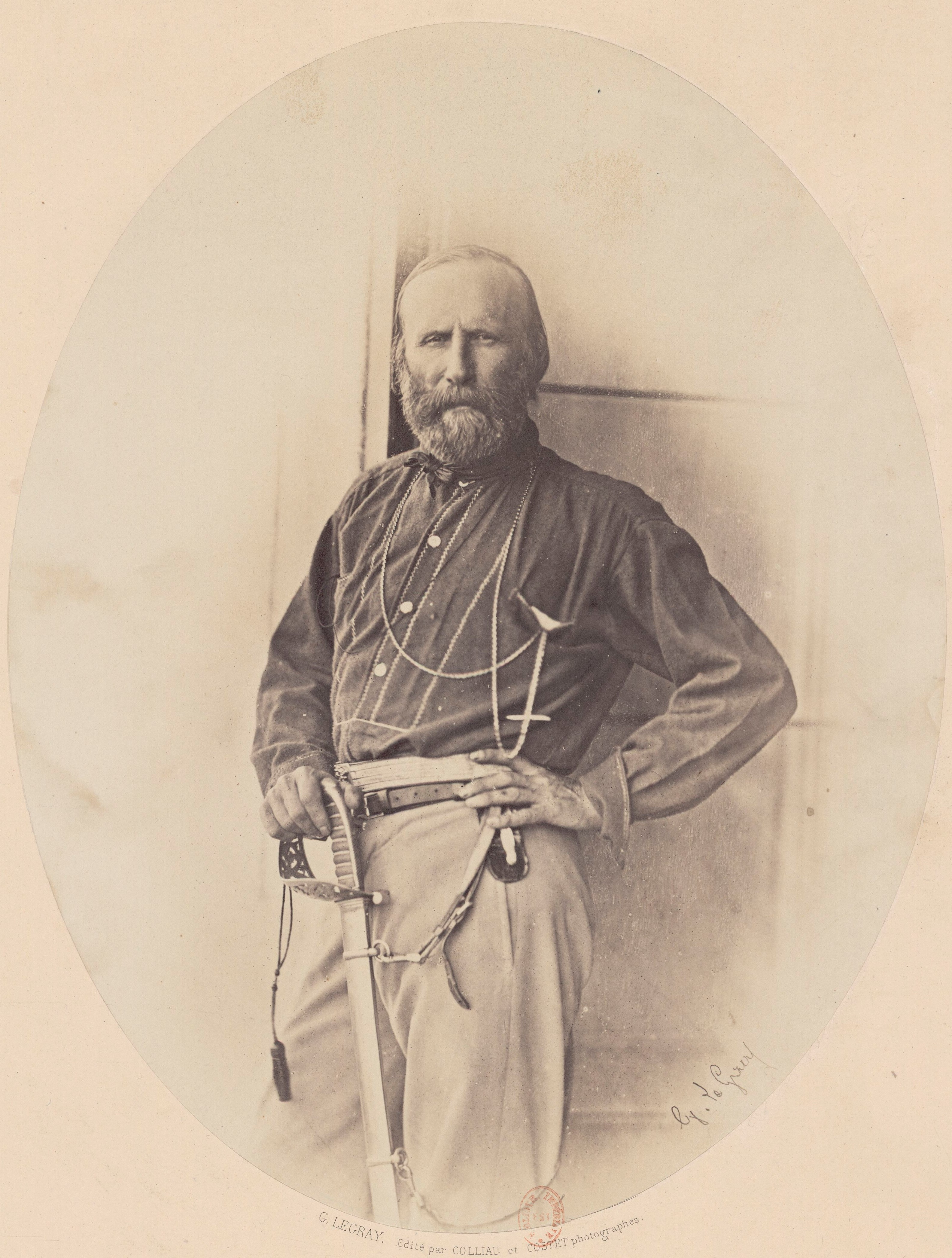
Garibaldi ở Palermo năm 1860, được chụp bởi Gustave Le Grey

Ngày hôm sau, ông tuyên bố mình là nhà độc tài của Sicily nhân danh Vua Victor Emmanuel II. Ông tiến đến vùng ngoại ô Palermo, thủ đô của hòn đảo và phát động cuộc bao vây vào ngày 27 tháng 5. Ông nhận được sự ủng hộ của nhiều cư dân, những người đã nổi dậy chống lại quân đồn trú, nhưng trước khi họ có thể chiếm được thành phố, quân tiếp viện đã đến và bắn phá thành phố khiến nó gần như đổ nát. Vào lúc này, một đô đốc người Anh đã can thiệp và tạo điều kiện cho một hiệp định đình chiến, theo đó quân đội hoàng gia Napoli và tàu chiến đầu hàng thành phố và rời đi. Chàng trai trẻ Henry Adams - sau này trở thành một nhà văn nổi tiếng của Mỹ - đã đến thăm thành phố vào tháng 6 và mô tả tình hình, cùng với cuộc gặp với Garibaldi, trong một bức thư dài và sống động gửi cho anh trai Charles. Các nhà sử học Clough et al. lập luận rằng Đội quân tình nguyện Nghìn người của Garibaldi là sinh viên, nghệ nhân tự do và chuyên gia, không phải nông dân. Sự ủng hộ của nông dân Sicily không phải vì lòng yêu nước mà xuất phát từ lòng căm thù của họ đối với những địa chủ bóc lột và những quan chức Napoli áp bức. Bản thân Garibaldi không quan tâm đến cách mạng xã hội và thay vào đó đứng về phía địa chủ Sicilia chống lại nông dân nổi loạn.

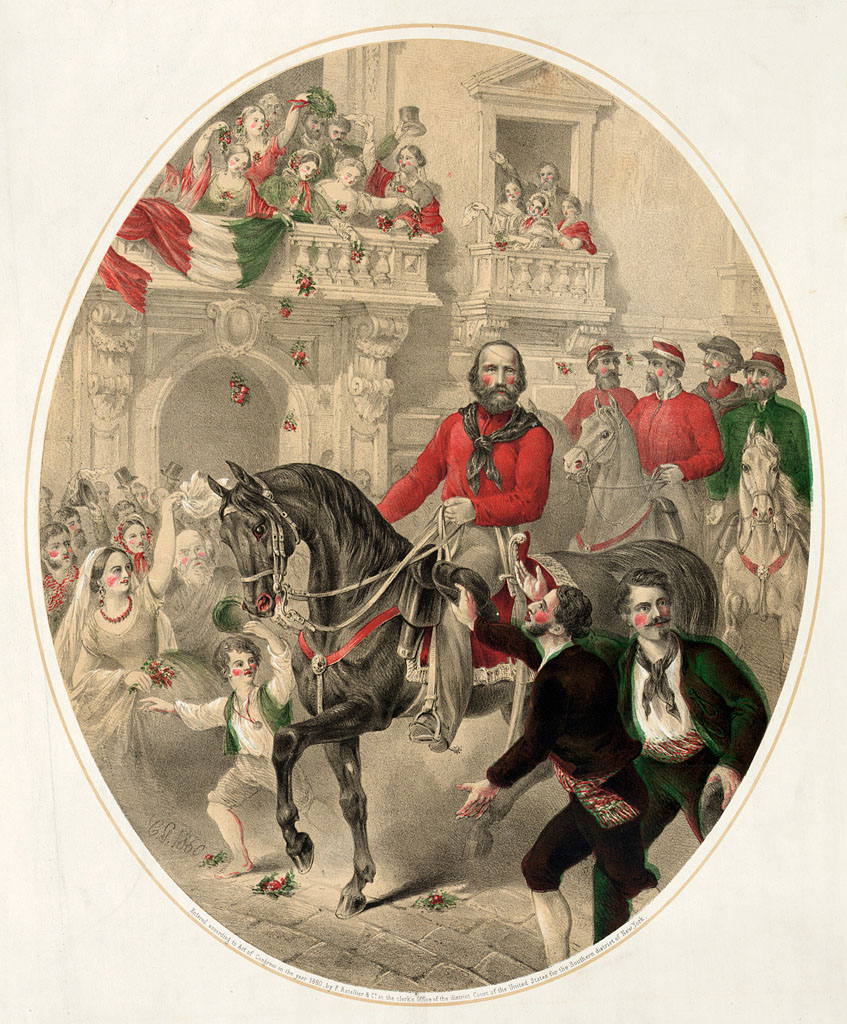
Mọi người cổ vũ khi Garibaldi cưỡi ngựa tiến vào Napoli, ngày 7 tháng 9 năm 1860

Bằng việc chinh phục Palermo, Garibaldi đã giành được chiến thắng vang dội. Ông đã nổi tiếng trên toàn thế giới và được người Ý ngưỡng mộ. Niềm tin vào sức mạnh của ông mạnh mẽ đến mức khiến cả triều đình Napoli phải nghi ngờ, bối rối và mất tinh thần. Sáu tuần sau, ông hành quân chống lại Messina ở phía đông hòn đảo, giành chiến thắng trong Trận Milazzo khốc liệt và khó khăn. Đến cuối tháng 7, chỉ còn đội quân trong thành trì là kháng cự được.

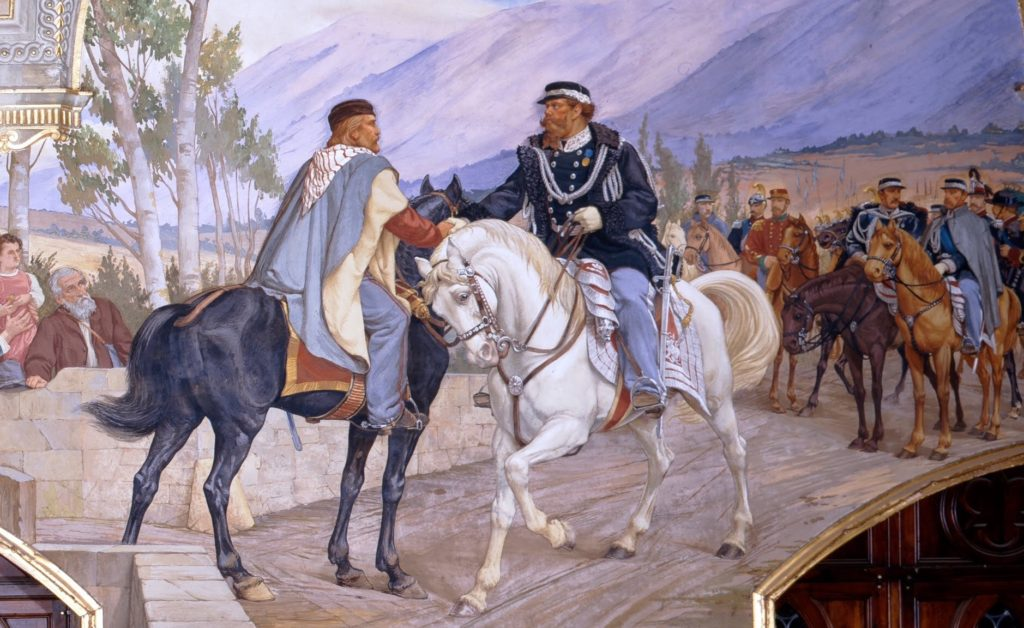
Cuộc gặp giữa Garibaldi và Victor Emmanuel II trên cầu Teano vào ngày 26 tháng 10 năm 1860

Sau khi chinh phục Sicily, ông vượt qua eo biển Messina và hành quân về phía Bắc. Sự tiến quân của Garibaldi nhận được nhiều sự ăn mừng, chào đón hơn là sự phản kháng, và vào ngày 7 tháng 9, ông tiến vào thủ đô Napoli bằng tàu hỏa. Tuy nhiên, mặc dù đã chiếm được Napoli nhưng cho đến thời điểm này ông vẫn chưa đánh bại được quân đội Napoli. Đội quân tình nguyện gồm 24.000 người của Garibaldi đã không thể đánh bại hoàn toàn quân đội Napoli được tổ chức lại - khoảng 25.000 người - vào ngày 30 tháng 9 trong Trận Volturno. Đây là trận chiến lớn nhất mà ông từng tham gia, nhưng kết quả của nó đã được quyết định một cách hiệu quả bởi sự xuất hiện của Quân đội Hoàng gia Sardinia.
Sau đó, kế hoạch hành quân đến Rome của Garibaldi đã gặp nguy hiểm bởi người Piedmont, những người, về mặt kỹ thuật là đồng minh của ông, không sẵn sàng mạo hiểm gây chiến với Pháp, quốc gia có quân đội bảo vệ Giáo hoàng. Bản thân người Piedmont đã chinh phục hầu hết các lãnh thổ của Giáo hoàng trong cuộc hành quân về phía Nam để hội quân với Garibaldi, nhưng họ đã cố tình tránh Rome, thủ đô của Lãnh địa Giáo hoàng. Garibaldi quyết định giao lại toàn bộ lãnh thổ giành được ở phía Nam cho chính phủ Piedmont và rút lui về Caprera và tạm thời nghỉ hưu. Một số nhà sử học hiện đại coi việc chuyển giao lợi ích của mình cho người Piedmont là một thất bại chính trị, nhưng ông dường như sẵn sàng chứng kiến sự thống nhất của nước Ý được thực hiện dưới Vương quyền Savoia. Cuộc gặp gỡ tại Teano giữa Garibaldi và Vua Victor Emmanuel II là sự kiện quan trọng nhất trong lịch sử hiện đại của Ý nhưng lại gây nhiều tranh cãi đến mức ngay cả địa điểm chính xác nơi nó diễn ra cũng bị nghi ngờ.

## Trao lại quyền lực và lui về

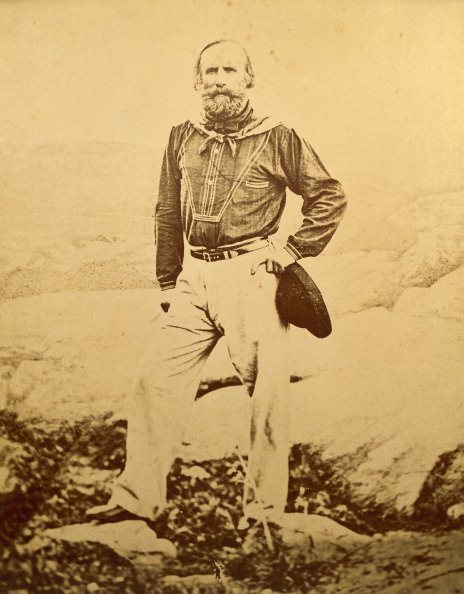
Garibaldi ở Caprera

Garibaldi vô cùng căm ghét Thủ tướng Sardinia là Camillo Benso, Bá tước xứ Cavour. Ở một mức độ nào đó, ông chỉ đơn giản là không tin tưởng vào chủ nghĩa thực dụng và chính sách thực dụng của Cavour, nhưng ông cũng mang mối hận thù cá nhân về việc Cavour đã bán thành phố Nice quê hương của mình cho người Pháp vào năm trước. Mặt khác, ông ủng hộ quốc vương Sardinia, Victor Emmanuel II, người theo quan điểm của ông đã được Chúa chọn để giải phóng Bán đảo Ý. Trong cuộc gặp nổi tiếng với Vua Victor Emmanuel tại Teano vào ngày 26 tháng 10 năm 1860, Garibaldi đã chào mừng ông với tư cách là Vua của Ý và bắt tay ông. Garibaldi tiến vào Napoli cùng với nhà vua vào ngày 7 tháng 11, sau đó rút lui về hòn đảo đầy đá Caprera, từ chối nhận bất kỳ phần thưởng nào cho sự phục vụ của mình.

## Nội chiến Hoa Kỳ
Khi Nội chiến Hoa Kỳ bùng nổ (năm 1861), ông là một nhân vật rất nổi tiếng. Trung đoàn bộ binh tình nguyện New York số 39 được đặt tên là Garibaldi Guard theo tên ông. Garibaldi bày tỏ sự quan tâm đến việc hỗ trợ Liên minh, và ông được đề nghị nhận phong hàm thiếu tướng trong Quân đội Hoa Kỳ thông qua một lá thư của Ngoại trưởng William H. Seward gửi cho Henry Shelton Sanford, Đại diện ngoại giao của Mỹ tại Brussels, ngày 27 tháng 7 năm 1861. Vào ngày 9 tháng 9 năm 1861, Sanford gặp Garibaldi và báo cáo kết quả cuộc họp cho Seward:
"Ông ấy nói rằng cách duy nhất mà ông ấy có thể cống hiến, cho sự nghiệp của Hoa Kỳ, là với tư cách Tổng tư lệnh các lực lượng của nước này, rằng ông ấy sẽ chỉ đến Hoa Kỳ với tư cách này, và với quyền lực ngẫu nhiên bổ sung—được chi phối bởi các sự kiện—về việc tuyên bố bãi bỏ chế độ nô lệ—rằng ông ta sẽ chẳng có ích gì nếu không có cái thứ nhất, và nếu không có cái thứ hai, nó sẽ giống như một cuộc nội chiến trong đó thế giới nói chung có thể ít quan tâm hoặc sự thông cảm."

Nhưng Abraham Lincoln chưa sẵn sàng xóa bỏ chế độ nô lệ; Cuộc gặp của Sanford với Garibaldi diễn ra một năm trước khi Lincoln ban hành Tuyên bố Giải phóng Nô lệ sơ bộ. Nhiệm vụ của Sanford là vô vọng và Garibaldi không gia nhập quân đội Liên minh. Tuy nhiên, một nhà sử học về Nội chiến Hoa Kỳ, Don H. Doyle đã viết, "Sự tán thành hết lòng của Garibaldi đối với Liên minh đã gây ra sự ủng hộ của quần chúng ngay khi tin tức về Tuyên bố Giải phóng được công bố ở châu Âu." Vào ngày 6 tháng 8 năm 1863, sau khi Lincoln đưa ra Tuyên bố Giải phóng Nô lệ cuối cùng, Garibaldi đã viết cho Lincoln, "Hậu thế sẽ gọi ông là nhà giải phóng vĩ đại, một danh hiệu đáng ghen tị hơn bất kỳ chiếc vương miện nào có thể có, và vĩ đại hơn bất kỳ kho báu trần tục nào."
Vào ngày 5 tháng 10 năm 1860, Garibaldi thành lập Quân đoàn Quốc tế tập hợp các công dân đến từ nhiều quốc gia khác nhau như Pháp, Ba Lan, Thụy Sĩ, Đức và các quốc tịch khác, với mục tiêu không chỉ hoàn thành việc giải phóng Bán đảo Ý mà còn cho quê hương của họ. Với phương châm "Tự do từ dãy Alps đến Biển Adriatic", phong trào thống nhất hướng tầm nhìn về Rome và Venice. Mazzini không hài lòng với sự tồn tại của chính quyền quân chủ và tiếp tục vận động đòi một nền cộng hòa. Garibaldi, thất vọng vì nhà vua không hành động, và tức giận vì bị coi là lạnh lùng, đã tổ chức một kế hoạch viễn chinh mới. Lần này, ông có ý định đối đầu với Lãnh địa Giáo hoàng.

## Cuộc viễn chinh chống lại Rome

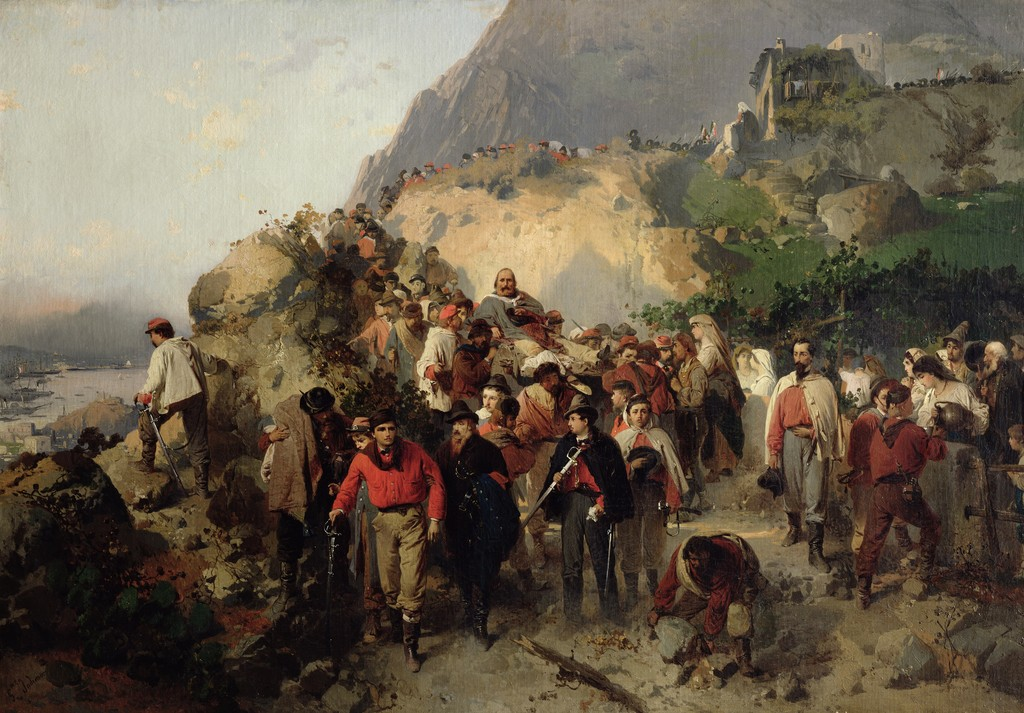
Garibaldi ở dãy núi Aspromonte (tranh sơn dầu trên vải)

Bản thân Garibaldi cũng cực lực chống Công giáo và chống Giáo hoàng. Những nỗ lực của ông nhằm lật đổ Giáo hoàng bằng hành động quân sự đã huy động được sự ủng hộ chống Công giáo. Đã có những cuộc bạo loạn chống Công giáo lớn nhân danh ông trên khắp Vương quốc Anh vào năm 1862, với những người Công giáo Ireland chiến đấu để bảo vệ Giáo hội của họ. Sự thù địch của Garibaldi đối với lãnh thổ tạm thời của Giáo hoàng đã bị người Công giáo trên khắp thế giới coi là hết sức nghi ngờ, và Hoàng đế Pháp Napoléon III đã đảm bảo nền độc lập của Rome khỏi Ý bằng cách đưa quân Pháp đến đồn trú ở đó. Vua Victor Emmanuel II cảnh giác với những hậu quả quốc tế của việc tấn công Rome và nơi ngự trị của Giáo hoàng, đồng thời không khuyến khích thần dân của mình tham gia vào các cuộc phiêu lưu cách mạng với những ý định như vậy. Tuy nhiên, Garibaldi tin rằng ông có được sự hỗ trợ bí mật từ chính phủ của mình. Sau khi bị Giáo hoàng rút phép thông công, ông đã chọn mục sư Tin lành Alessandro Gavazzi làm tuyên úy cho đội quân của mình.

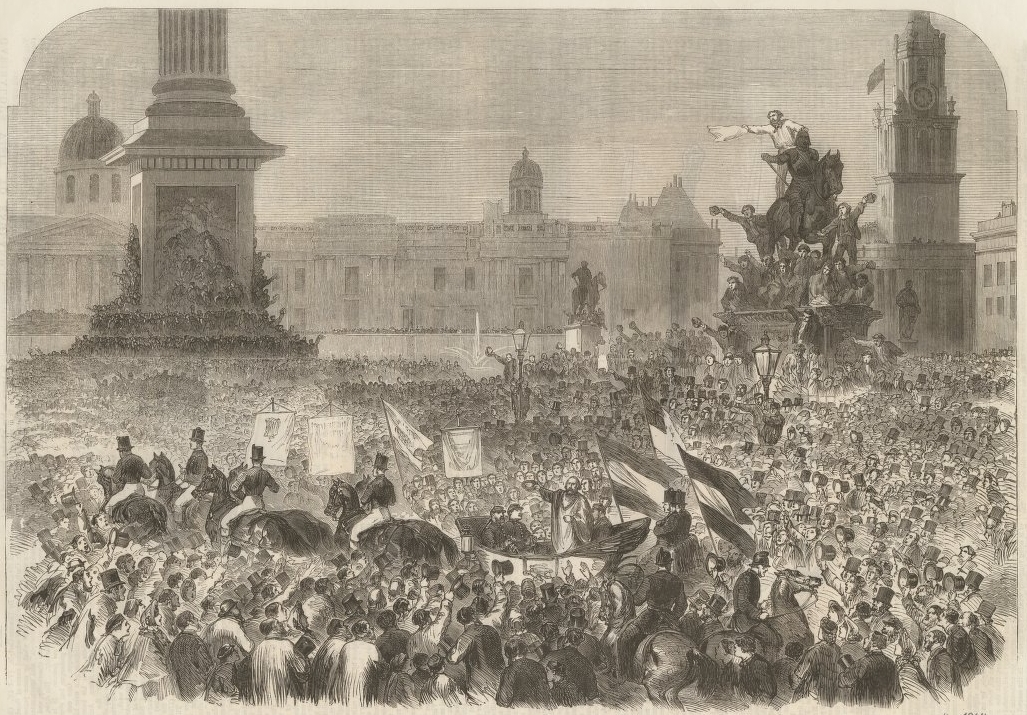
Garibaldi được chào đón bởi đám đông cổ vũ ở Quảng trường Trafalgar khi ông đến London, Anh.

Vào tháng 6 năm 1862, ông đi thuyền từ Genoa đến Palermo để tập hợp tình nguyện viên cho chiến dịch sắp diễn ra, với khẩu hiệu "Roma o Morte" (Rome hay Chết). Một nhóm tình nguyện quân nhiệt tình nhanh chóng tham gia cùng ông ấy, và ông đi đến Messina, hy vọng có thể đến đất liền ở eo biển đó. Ông đến với lực lượng khoảng 2 nghìn người, nhưng quân đồn trú tỏ ra trung thành với chỉ thị của nhà vua và cấm ông đi qua. Họ quay về phía Nam và khởi hành từ Catania, nơi Garibaldi tuyên bố rằng ông sẽ tiến vào Rome với tư cách là người chiến thắng hoặc sẽ chết dưới bức tường của nó. Ông đổ bộ xuống Melito di Porto Salvo vào ngày 14 tháng 8 và hành quân ngay lập tức vào vùng núi Calabria.

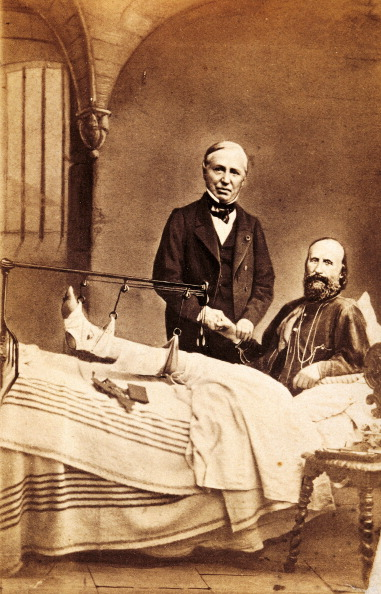
Garibaldi sau khi bị thương trên núi Aspromonte

Thay vì ủng hộ nỗ lực này, chính phủ Vương quốc Ý tỏ ra khá phản đối. Tướng Enrico Cialdini phái một sư đoàn quân đội chính quy, dưới sự chỉ huy của Đại tá Emilio Pallavicini, chống lại các nhóm quân tình nguyện. Vào ngày 28 tháng 8, hai lực lượng gặp nhau tại Aspromonte hiểm trở. Một trong những người lính chính quy đã bắn một phát súng tình cờ, và một số loạt đạn theo sau, giết chết một số tình nguyện viên. Cuộc giao tranh kết thúc nhanh chóng khi Garibaldi cấm người của mình bắn trả đồng bào của mình. Nhiều tình nguyện viên đã bị bắt làm tù binh, trong đó có Garibaldi, người bị thương do một phát đạn vào chân. Trận chiến nhỏ này là nguồn gốc của một bài đồng dao nổi tiếng của Ý: Garibaldi fu ferito ("Garibaldi bị thương").
Một chiếc tàu hơi nước của chính phủ đưa ông đến một nhà tù ở Varignano gần La Spezia, nơi ông bị giam giữ trong một hình thức giam cầm danh dự và trải qua một cuộc phẫu thuật tẻ nhạt và đau đớn để chữa lành vết thương. Kế hoạch viễn chinh của ông đã thất bại, nhưng ông được an ủi bởi sự thông cảm và tiếp tục quan tâm của người châu Âu. Sau khi ông hồi phục sức khỏe, chính phủ đã thả Garibaldi và để ông trở về Caprera.
Trên đường đến London vào năm 1864, ông dừng lại một thời gian ngắn ở Malta, nơi có nhiều người ngưỡng mộ đã đến thăm ông tại khách sạn nơi ông tạm trú.[41] Các cuộc biểu tình của những người phản đối chủ nghĩa chống giáo quyền của ông đã bị chính quyền đàn áp. Tại London, sự hiện diện của ông được người dân đón nhận nhiệt tình. Protests by opponents of his anticlericalism were suppressed by the authorities. In London his presence was received with enthusiasm by the population. Ông đã gặp Thủ tướng Anh là Tử tước Palmerston, cũng như những nhà cách mạng khi đó đang sống lưu vong trong thành phố. Vào thời điểm đó, dự án quốc tế đầy tham vọng của ông bao gồm việc giải phóng một loạt quốc gia bị chiếm đóng, như Croatia, Hy Lạp và Hungary. Ông cũng đến thăm Bedford và được mời đi tham quan Xưởng sắt Britannia, nơi ông trồng một cái cây (cây này đã bị đốn hạ vào năm 1944 do mục nát).

## Cuộc đấu tranh cuối cùng với Áo

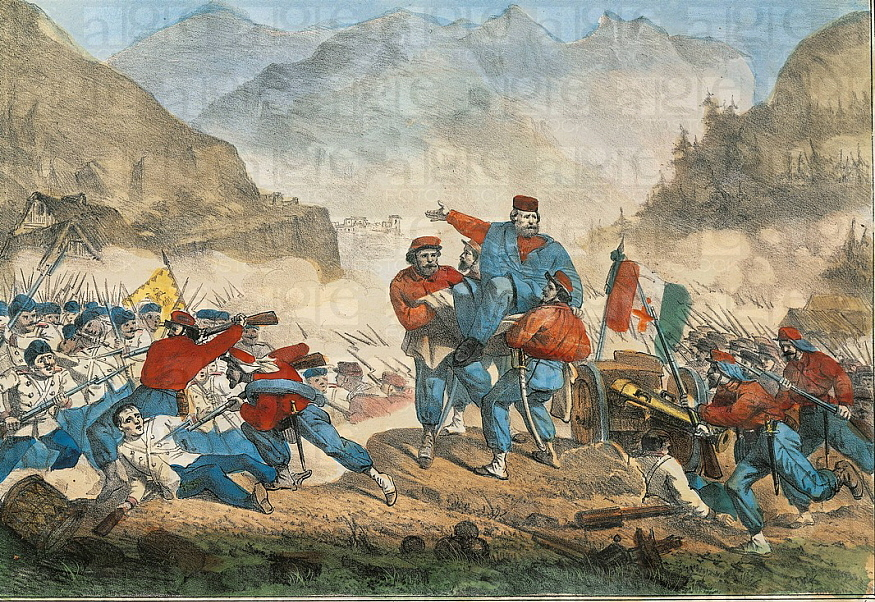
Trận Bezzecca

Năm 1866, Garibaldi lại cầm vũ khí lên, lần này với sự hỗ trợ hoàn toàn của chính phủ Ý. Chiến tranh Áo-Phổ đã nổ ra và Ý đã liên minh với Vương quốc Phổ chống lại Đế quốc Áo với hy vọng giải phóng Veneto khỏi sự thống trị của Áo mà lịch sử Ý gọi là Chiến tranh giành độc lập Ý lần thứ ba. Garibaldi lại tập hợp các Thợ săn Alps của mình, hiện có khoảng 40.000 người với khí thế mạnh mẽ, và hành quân vào Trentino. Ông đã đánh bại quân Áo tại Trận Bezzecca và tiến đến Trento.

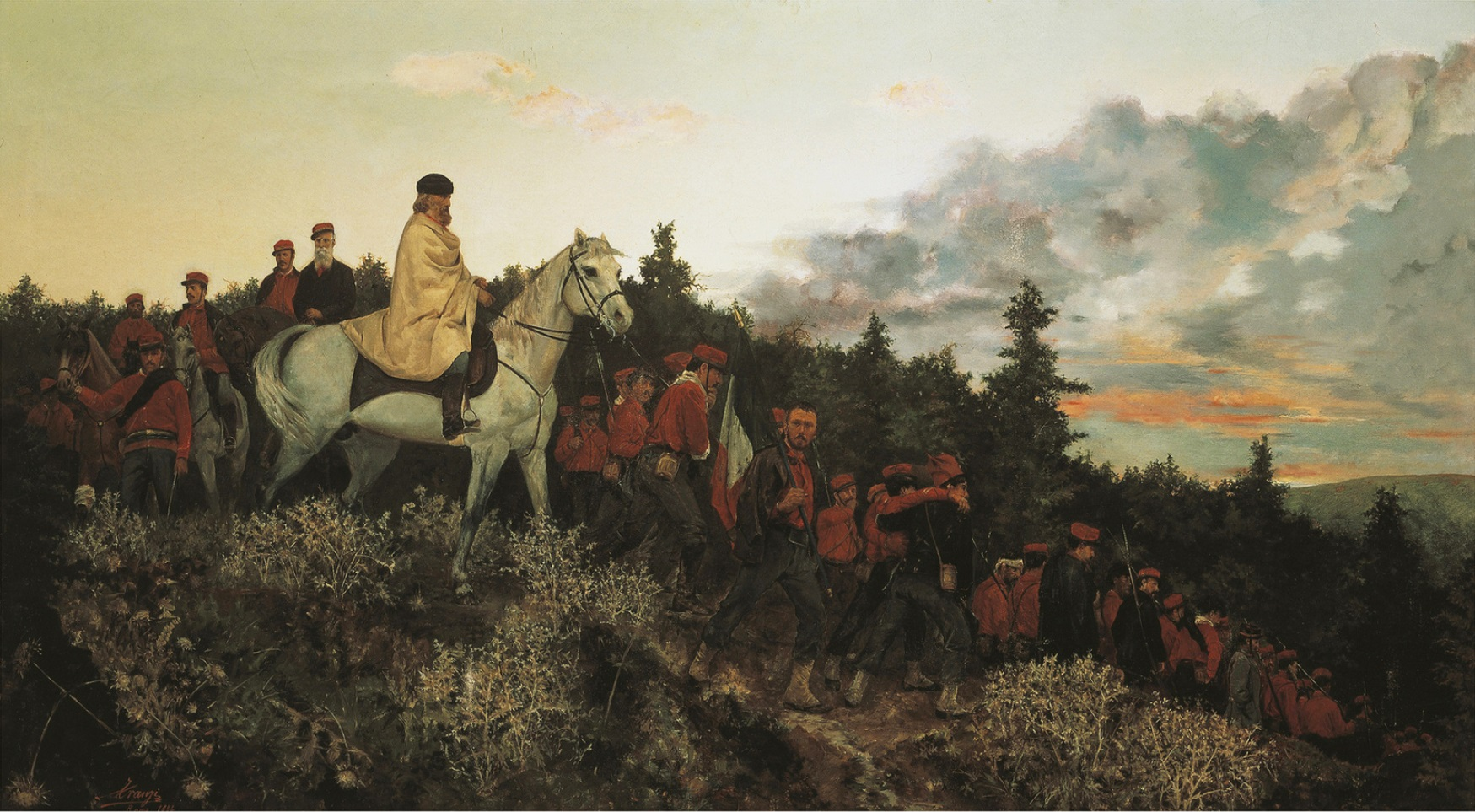
Garibaldi tại Mentana, ngày 3 tháng 11 năm 1867

Lực lượng chính quy của Ý đã bị đánh bại tại Trận Lissa trên biển và đạt được rất ít thành công trên bộ sau thảm họa Custoza. Các bên đã ký một hiệp định đình chiến theo đó Áo nhượng Venetia cho Ý, nhưng kết quả này phần lớn là do những thành công của quân Phổ ở mặt trận phía Bắc. Cuộc tiến quân của Garibaldi qua Trento là vô ích, và ông được lệnh dừng bước tiến tới Trento. Garibaldi đã trả lời bằng một bức điện ngắn từ quảng trường chính của Bezzecca với khẩu hiệu nổi tiếng: Obbedisco! ("Tôi vâng lời!").
Sau chiến tranh, Garibaldi lãnh đạo một đảng chính trị kích động việc chiếm Thành Rome, cố đô của bán đảo. Năm 1867, ông lại hành quân vào thành phố, nhưng quân đội của Giáo hoàng, với sự hỗ trợ của lực lượng phụ trợ của Pháp, đã tỏ ra là một đối thủ xứng tầm với những tình nguyện viên được trang bị vũ khí kém của ông. Garibaldi bị bắn vào chân trong Trận Mentana và phải rút khỏi Lãnh địa Giáo hoàng. Chính phủ Ý lại bỏ tù ông một thời gian, sau đó ông trở về Caprera.
Cùng năm đó, Garibaldi tìm kiếm sự hỗ trợ của quốc tế để loại bỏ hoàn toàn chức vụ Giáo hoàng. Tại đại hội năm 1867 của Liên đoàn Hòa bình và Tự do ở Geneva, ông đề xuất: "Chế độ Giáo hoàng, là tổ chức có hại nhất trong tất cả các hội kín, cần phải bị bãi bỏ."[44]

## Chiến tranh Pháp-Phổ

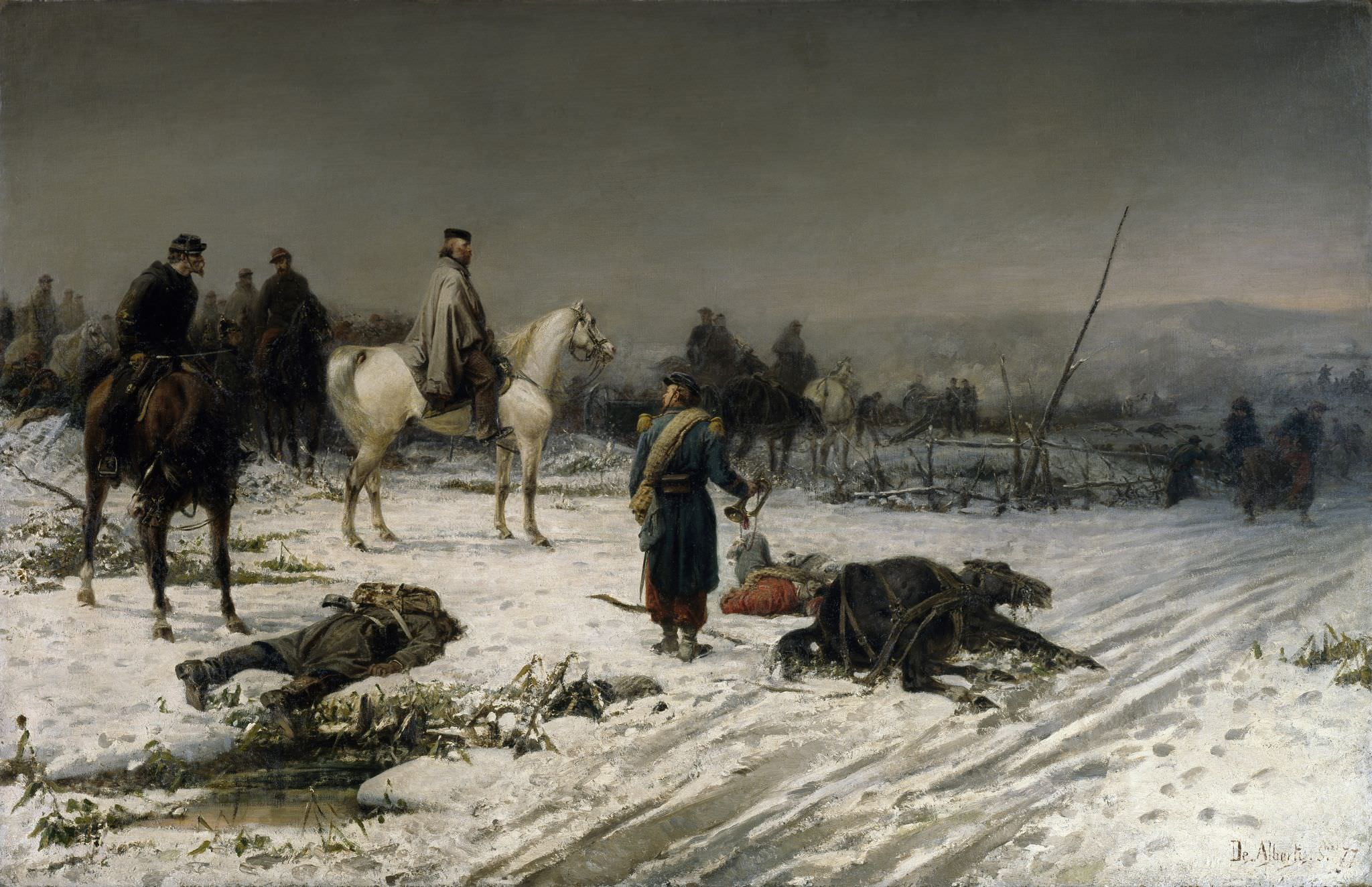
Garibaldi ở Dijon trong Chiến tranh Pháp-Phổ, vẽ năm 1877

Khi Chiến tranh Pháp-Phổ nổ ra vào tháng 7 năm 1870, dư luận Ý rất ủng hộ người Phổ, và nhiều người Ý đã cố gắng đăng ký làm tình nguyện tại đại sứ quán Phổ ở Florence. Sau khi quân đồn trú của Pháp được triệu hồi khỏi Rome, Quân đội Ý đã chiếm được Lãnh thổ của Giáo hoàng mà không có sự hỗ trợ của Garibaldi. Đệ Nhị Đế chế Pháp của Napoleon III đã sụp đổ sau Trận Sedan (1870), Garibaldi, không nản lòng trước sự thù địch gần đây của người ủng hộ Napoléon III, ông đã chuyển sang ủng hộ Chính phủ Phòng thủ quốc gia Pháp mới được tuyên bố thành lập. Vào ngày 7 tháng 9 năm 1870, trong vòng 3 ngày kể từ cuộc cách mạng ở Paris kết thúc Đế chế II, ông đã viết cho Movimento của Genoa, "Hôm qua tôi đã nói với các bạn: hãy chiến đấu đến chết với Bonaparte. Hôm nay tôi nói với các bạn: hãy giải cứu Cộng hòa Pháp." bằng mọi cách."
Sau đó, Garibaldi đến Pháp và nắm quyền chỉ huy Quân đội Vosges, một đội quân tình nguyện. Nhà xã hội chủ nghĩa người Pháp Louis Blanc gọi Garibaldi là "người lính của chủ nghĩa Cách mạng thế giới" dựa trên sự ủng hộ của ông đối với các phong trào giải phóng trên toàn thế giới. Sau chiến tranh, ông được bầu vào Quốc hội Pháp, nơi ông có một thời gian ngắn giữ chức vụ thành viên Nghị viện của Alpes-Maritimes trước khi trở về Caprera.

## Tham gia với Quốc tế thứ nhất

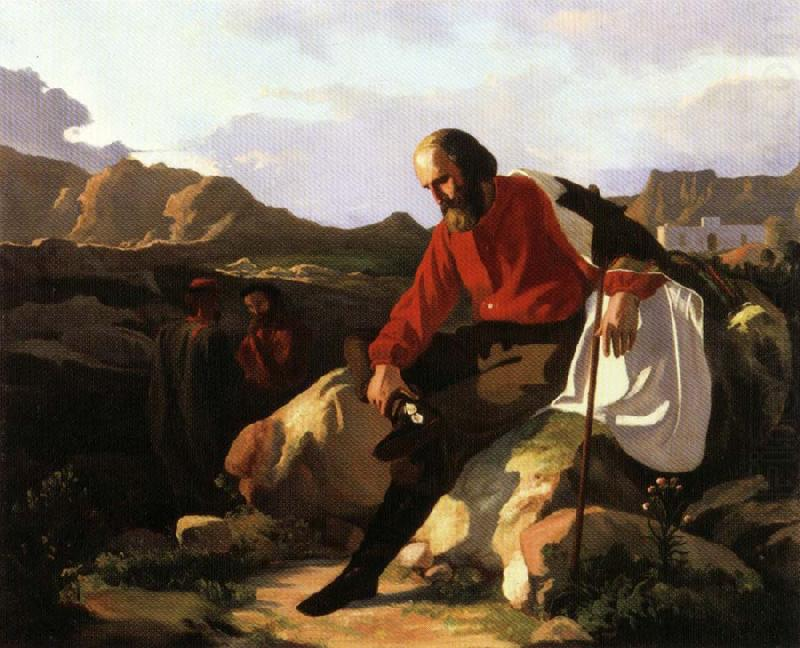
Garibaldi ở Caprera

Khi Công xã Paris nổ ra vào năm 1871, Garibaldi đã cùng với những người cấp tiến trẻ tuổi hơn như Felice Cavallotti tuyên bố ủng hộ hoàn toàn đối với Công xã và chủ nghĩa quốc tế. Garibaldi đề xuất một liên minh lớn giữa các phe phái cánh tả khác nhau: "Tại sao chúng ta không tập hợp lại thành một nhóm có tổ chức gồm Hội Tam điểm, các đảng xã hội dân chủ, câu lạc bộ công nhân, những người theo chủ nghĩa Duy lý, Hỗ trợ lẫn nhau, v.v., những nhóm có cùng quan điểm hướng tới điều tốt đẹp?". Ông bắt đầu tổ chức Đại hội Thống nhất, được sự ủng hộ của nhiều nhóm cấp tiến, có tư tưởng tự do và xã hội chủ nghĩa trên khắp nước Ý như La Plebe. Đại hội được tổ chức tại Teatro Argentina mặc dù bị chính phủ cấm và thông qua một loạt chính sách cấp tiến bao gồm quyền bầu cử phổ thông, thuế lũy tiến, giáo dục bắt buộc, cải cách hành chính và bãi bỏ án tử hình.
Garibaldi từ lâu đã tuyên bố quan tâm đến một chủ nghĩa xã hội đạo đức mơ hồ như chủ nghĩa của Henri Saint-Simon và coi cuộc đấu tranh vì tự do là một vấn đề quốc tế, một vấn đề "không phân biệt giữa người châu Phi và người Mỹ, người châu Âu và người Châu Á, và do đó tuyên bố tình huynh đệ của tất cả mọi người dù họ thuộc quốc gia nào". Ông giải thích Hiệp hội Công nhân Quốc tế như một sự mở rộng của những lý tưởng nhân đạo mà ông luôn đấu tranh vì nó. Mặc dù không đồng ý với lời kêu gọi bãi bỏ tài sản của họ, Garibaldi đã bảo vệ Cộng sản và Quốc tế thứ nhất trước sự tấn công của kẻ thù của họ: "Đó không phải là sản phẩm của tình trạng bất thường mà xã hội tìm thấy trên thế giới sao? [. ..] Chẳng phải một xã hội (ý tôi là một xã hội loài người) trong đó đa số đấu tranh để sinh tồn và thiểu số muốn chiếm lấy phần lớn sản phẩm của người trước thông qua sự lừa dối và bạo lực nhưng không làm việc chăm chỉ, lại khơi dậy sự bất mãn và suy nghĩ? để trả thù những người đau khổ?".
Garibaldi đã viết một lá thư cho Celso Ceretti, trong đó ông tuyên bố: "Quốc tế là mặt trời của tương lai [sole dell'avvenire]!". Bức thư đã được in trên hàng chục tờ báo và trang tin của công nhân, và là công cụ thuyết phục nhiều người gia nhập tổ chức. Sau cái chết của Garibaldi, nhiều môn đệ của ông đã chấp nhận những ý tưởng Chủ nghĩa xã hội tự do của Mikhail Bakunin. Vì ở Vương quốc Ý vẫn thiếu giai cấp vô sản công nghiệp, "chủ nghĩa xã hội của Garibaldi thể hiện chính xác nhất chủ nghĩa công đoàn thủ công và sự tập trung chung vào chủ nghĩa quân bình kinh tế". Chủ nghĩa xã hội của ông là một "chủ nghĩa xã hội trong đó cuộc đấu tranh chống lại mọi bất công và tình yêu tự do chiếm ưu thế. Garibaldi không phải là một người thiếu thực tế, mà là một nhân chứng tích cực cho loại lòng quảng đại đó trong tình cảm và mong muốn vững chắc về công lý". Trong tập đầu tiên của "Chủ nghĩa xã hội châu Âu" của Carl Landauer, Garibaldi được nhắc đến cùng với Mazzini như những "nhà cách mạng Ý" xuất sắc.
Theo Denis Mack Smith, "sự khác biệt không quá lớn khi chúng tôi tìm thấy ý nghĩa của thuật ngữ Garibaldi. Chủ nghĩa xã hội đối với ông ấy không có gì mang tính cách mạng cho lắm, và có lẽ ông ấy đã phô trương từ này một phần vì ông ấy vui mừng khi cảm thấy rằng nó sẽ gây sốc cho những người Mazzinians". Khi mô tả động thái thiên về cánh tả của Garibaldi và những người Mazzinians, Lucy Riall viết rằng "sự nhấn mạnh của những người cấp tiến trẻ hơn đối với 'vấn đề xã hội' song song với sự gia tăng cái được gọi là 'chủ nghĩa quốc tế' hay hoạt động xã hội chủ nghĩa (chủ yếu là chủ nghĩa vô chính phủ theo cách của Bakunin) trải dài suốt miền Bắc và miền Nam nước Ý, được Công xã Paris thúc đẩy mạnh mẽ". Sự trỗi dậy của chủ nghĩa xã hội này "thể hiện một thách thức thực sự đối với sự chú trọng của Mazzini và Mazzinian về chính trị và văn hóa; và cái chết của Mazzini vào đầu năm 1872 chỉ nhằm nhấn mạnh cảm giác phổ biến rằng thời đại chính trị của ông đã kết thúc. Garibaldi giờ đây đã dứt khoát đoạn tuyệt với Mazzini, và lần này ông chuyển sang cánh tả. Ông hoàn toàn ủng hộ Công xã Paris và chủ nghĩa quốc tế, và lập trường của ông đã đưa ông đến gần hơn nhiều với những người cấp tiến trẻ tuổi, đặc biệt là Felice Cavallotti, và mang lại cho ông một cơ hội mới trong đời sống chính trị, sự ủng hộ của ông sinh ra là một sáng kiến nhằm khởi động lại một đảng cánh tả cấp tiến rộng rãi."
Mặc dù được bầu lại vào Quốc hội Ý, đầu tiên là một phần của "Historical Left" và sau đó là "Historical Far Left"", Garibaldi đã dành phần lớn những năm cuối đời của mình ở Caprera. Tuy nhiên, ông vẫn cố gắng phục vụ Quốc hội Ý một cách hết sức xuất sắc và ủng hộ một dự án khai hoang đất đai đầy tham vọng ở các vùng đầm lầy phía Nam Lazio. Năm 1879, Garibaldi thành lập Liên đoàn Dân chủ, cùng với Cavallotti, Alberto Mario và Agostino Bertani, trong đó nhắc lại sự ủng hộ của ông đối với quyền bầu cử phổ thông, bãi bỏ tài sản của Giáo hội, giải phóng pháp lý và chính trị của phụ nữ và một kế hoạch các công trình công cộng nhằm cải thiện vùng nông thôn La Mã đã được hoàn thành.

## Kích động giải phóng thuộc địa trong Đế chế Ottoman
Trong một bức thư gửi vào ngày 6 tháng 10 năm 1875 từ Caprera, với đề tựa "Gửi những người anh em của tôi ở Herzegovina và những người bị áp bức ở Đông Âu"', Garibaldi viết:
Người Thổ phải đi tới Broussa. Hắn ta lao xuống như một con sói, vượt qua eo biển Bosphorus, tàn phá, giết chóc và xâm phạm những cộng đồng đã cho chúng ta Pelasgi, những người có lẽ là những nhà văn minh đầu tiên của Châu Âu. Hắn ta không còn phải dẫm lên phần thế giới mà hắn ta đã giữ trong đau khổ nữa. Tại Broussa, với những tệ nạn, sự bóc lột và tàn ác của mình, hắn sẽ tìm đủ người Tiểu Á để dày vò và lao vào cảnh hoang tàn. Hãy trỗi dậy, hỡi những người con anh hùng của Montenegro, Herzegovina, Bosnia, Servia, Therapia, Macedonia, Hy Lạp, Epirus, Albania, Bulgaria và Romania! Tất cả các bạn đều có một lịch sử huy hoàng nhất. Trong số các bạn có Leonidas, Achilles, Alexander, Scanderbeg và Spartacus. Và ngay cả ngày nay, trong số cộng đồng hùng mạnh của bạn, bạn vẫn có thể tìm thấy Spartacus và Leonidas. Đừng tin tưởng vào ngoại giao. Bà già không có trái tim đó chắc chắn đang lừa dối bạn. Nhưng bên cạnh bạn là tất cả những người đàn ông có trái tim trên khắp thế giới. Bản thân nước Anh, cho đến ngày nay vẫn còn có thiện cảm với người Thổ, đã bày tỏ với các bạn qua sự đồng tình và thông cảm của một trong những người đàn ông vĩ đại của mình rằng nước này nên thích sự liên minh và lòng biết ơn của một liên minh các dân tộc tự do hơn là liên minh suy tàn của Đế chế Trăng khuyết. Sau đó đến Broussa với người Thổ! Chỉ có như vậy bạn mới có thể khiến mình trở nên độc lập và tự do. Ở phía bên này của eo biển Bosphorus, quân Ottoman hung hãn sẽ luôn bị kích động bởi một cuộc chiến tranh vĩnh cửu, và các bạn sẽ không bao giờ có được những quyền lợi thiêng liêng của con người.

## Qua đời
Bị ốm và phải nằm liệt giường vì viêm khớp, Garibaldi đã thực hiện các chuyến đi đến Calabria và Sicily. Năm 1880, ông kết hôn với Francesca Armosino, người mà trước đây ông có ba người con. Trước đám cưới, ông tuyên bố mình không phải là người Công giáo và sẵn sàng theo đạo Tin Lành. Mặc dù lớn lên là một người Công giáo nhưng ông đã từ bỏ cho đến cuối đời và trở thành một người ủng hộ Hội Tam Điểm. Trên giường bệnh, Garibaldi yêu cầu chuyển giường của mình đến nơi có thể nhìn ra biển. Khi ông qua đời vào ngày 2 tháng 6 năm 1882 ở tuổi gần 75, mong muốn của ông về một tang lễ đơn giản và hỏa táng đã không được tôn trọng. Ông được chôn cất tại trang trại của mình trên đảo Caprera cùng với người vợ cuối cùng và một số con của ông.
Vào năm 2012, hậu duệ của Garibaldi thông báo rằng, với sự cho phép của chính quyền, họ sẽ khai quật hài cốt của Garibaldi để xác nhận thông qua phân tích DNA rằng hài cốt trong lăng mộ thực sự là của Garibaldi. Một số người dự đoán rằng sẽ có một cuộc tranh luận về việc nên bảo quản hài cốt hay thực hiện mong muốn cuối cùng của ông là một cuộc hỏa táng đơn giản. Vào năm 2013, những thay đổi nhân sự tại Bộ Văn hóa đã làm ảnh hưởng đến kế hoạch khai quật. Chính quyền mới "không mấy hào hứng" với kế hoạch này.

## Di sản

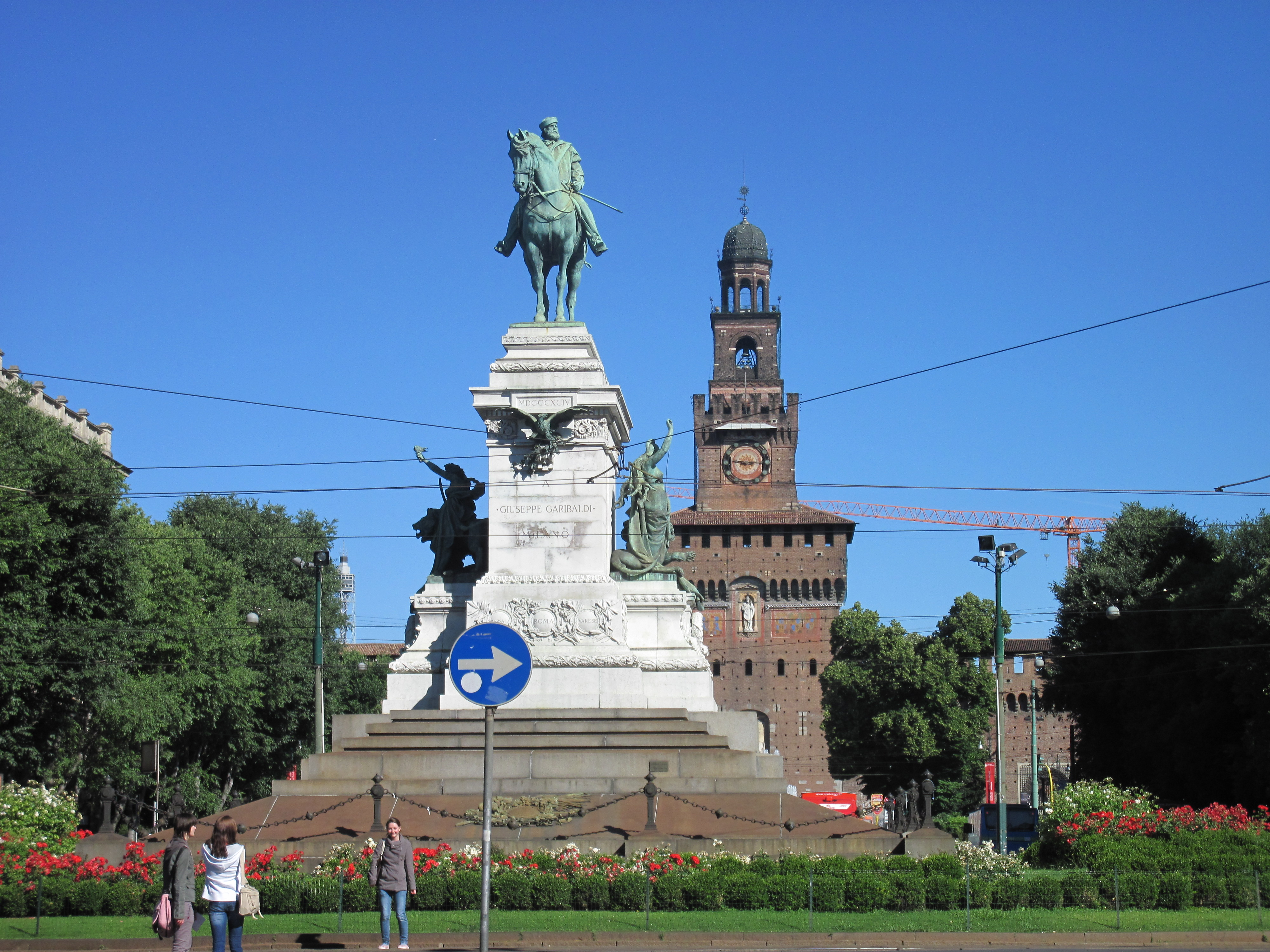
Tượng của Garibaldi ở Milan trước Castello Sforzesco

Sự nổi tiếng của Garibaldi, kỹ năng thuyết phục người dân và những chiến công quân sự của ông đều được cho là đã giúp cho việc thống nhất nước Ý trở nên khả thi. Ông cũng là một tấm gương toàn cầu về chủ nghĩa tự do cách mạng và chủ nghĩa dân tộc giữa thế kỷ XIX. Sau khi giải phóng miền Nam Bán đảo Ý khỏi chế độ quân Bourbon ở Vương quốc Hai Sicilie, Garibaldi đã chọn hy sinh các nguyên tắc cộng hòa tự do của mình vì mục đích thống nhất Ý. Sự ca ngợi của Garibaldi trải dài khắp châu Âu với tên tuổi của ông được tôn kính từ Anh đến Mỹ và Pháp, câu chuyện về một người Ý lang thang khắp vùng đồng bằng Nam Mỹ từ trận chiến này đến trận chiến khác cùng với người vợ đang mang thai của mình, rồi trở về nhà và vì tình yêu quê hương mà từ bỏ tham vọng biến Ý thành một nước cộng hòa. Chiến công của ông đã trở thành huyền thoại, và khi ông thực hiện những chuyến hành trình đến Vương quốc Anh, ông được coi là một anh hùng.
Garibaldi tán thành chủ nghĩa chống giáo quyền phổ biến trong những người theo chủ nghĩa tự do Latinh và đã làm nhiều việc để hạn chế quyền lực tạm thời của Giáo hoàng. Niềm tin tôn giáo cá nhân của ông không được các nhà sử học hiểu rõ. Năm 1882, ông viết rằng "Con người tạo ra Thiên Chúa, không phải Thiên Chúa tạo ra Con người", tuy nhiên ông đã nói trong cuốn tự truyện của mình: "Tôi là một Cơ đốc nhân, và tôi nói chuyện với những người theo đạo Cơ đốc - tôi là một Cơ đốc nhân chân chính, và tôi nói chuyện với những người chân chính." Tôi yêu mến và tôn kính tôn giáo của Chúa Kitô, bởi vì Chúa Kitô đã đến thế gian để giải thoát nhân loại khỏi cảnh nô lệ. [...] Bạn có nhiệm vụ giáo dục con người - giáo dục con người - giáo dục họ trở thành Kitô hữu - giáo dục họ để họ trở thành Kitô hữu. hãy là người Ý. [...] Viva l'Italia! Viva Christian!".